# Ispica
Ispica (Ìspica o Spaccafurnu in siciliano; fino al 1935: Spaccaforno) è un comune italiano di 16 582 abitanti del libero consorzio comunale di Ragusa, in Sicilia.

## Geografia fisica

### Territorio
Situata su una collina (colle Calandra) ad un'altitudine di 170 m s.l.m. e a 7 km dalla costa, dista 31 km a sud-est del capoluogo provinciale.
Il territorio ha un'altitudine che va dai 0 m s.l.m. ai 309 m s.l.m. ed è il sesto della provincia per superficie (113,5 km²). Include il Parco archeologico della Forza, con scavi e reperti fin il 1692, e Cava Ispica, riserva naturale prossima a far parte del Parco nazionale degli Iblei. Inoltre fanno parte le riserve naturali dei Pantani, del Maccone Bianco e dell'isola dei Porri, uno scoglio meta di escursioni subacquee, situato a 2 km dalla costa. Ad est, lungo la Cava Ispica, è attraversato dal fiume Busaitone, spesso in secca, le cui acque alimentavano, con il nome di rio della Favara, i Pantani.
La sua costa si estende fra il comune di Pozzallo e quello di Pachino, in provincia di Siracusa, per 13 km di lunghezza, prima con tratti bassi e sabbiosi e poi alti e rocciosi. "Punta Ciriga", che si trova nel territorio comunale, segna il punto più meridionale del libero consorzio comunale di Ragusa.
- Classificazione sismica: Zona 2 (sismicità medio-alta), Ordinanza PCM 3274 del 20/03/2003

### Clima
Il clima nella città di Ispica è temperato di tipo mediterraneo, è caratterizzato da inverni miti ed estati abbastanza calde.
La piovosità è in genere scarsa: una media dei rilevamenti del trentennio 1961-1990, registrati dalle due stazioni di rilevamento di Gela, e di Cozzo Spadaro evidenzia, per il trimestre giugno-agosto, precipitazioni di appena 2–3 mm di pioggia.
L'umidità relativa media è invece significativa e si mantiene a una media del 72-79%, salvo una flessione al 66-69% nel trimestre giugno-agosto. La temperatura media annua oscilla sui 18°-19° mentre il valore della media delle temperature massime del mese più caldo si attesta sui 30°.
Un discorso a parte merita il microclima presente nelle zone costiere del comune: Santa Maria del Focallo, Marza, Ciriga. La presenza del mare e di una zona pianeggiante seppur limitata fa sì che vi siano differenze accentuate rispetto alla stessa città posta su una collina e a 6 km dal mare. In inverno come in estate nelle notti serene e con assenza di vento le temperature possono scendere anche di 3 - 4 °C in meno rispetto alla città di Ispica. In estate, specialmente di giorno, la brezza marina molte volte forte è spesso presente e mantiene le temperature molto più fresche e sopportabili anche sui 5 °C in meno rispetto all'entroterra.
Ispica, come del resto tutte le aree a sud e costiere della Provincia di Ragusa, non ha stazioni meteorologiche. Quindi un'indicazione di massima ci viene fornita principalmente dai dati rilevati dalla stazione di Cozzo Spadaro su territorio di Portopalo di Capo Passero in Provincia di Siracusa essendo ubicata sulla costa e a pochi chilometri dal territorio ispicese:
| COZZO SPADARO (51 metri s.l.m.). | Mesi | Mesi | Mesi | Mesi | Mesi | Mesi | Mesi | Mesi | Mesi | Mesi | Mesi | Mesi | Stagioni | Stagioni | Stagioni | Stagioni | Anno |
| COZZO SPADARO (51 metri s.l.m.). | Gen  | Feb  | Mar  | Apr  | Mag  | Giu  | Lug  | Ago  | Set  | Ott  | Nov  | Dic  | Inv      | Pri      | Est      | Aut      | Anno |
| -------------------------------- | ---- | ---- | ---- | ---- | ---- | ---- | ---- | ---- | ---- | ---- | ---- | ---- | -------- | -------- | -------- | -------- | ---- |
| T. max. media (°C)               | 15   | 15   | 17   | 19   | 22   | 26   | 30   | 30   | 28   | 24   | 20   | 17   | 15,7     | 19,3     | 28,7     | 24       | 21,9 |
| T. min. media (°C)               | 9    | 9    | 10   | 12   | 15   | 19   | 21   | 22   | 21   | 17   | 14   | 15   | 11       | 12,3     | 20,7     | 17,3     | 15,3 |
| Precipitazioni (mm)              | 61   | 43   | 33   | 18   | 13   | 27   | 2    | 5    | 25   | 78   | 51   | 71   | 175      | 64       | 34       | 154      | 427  |

- Classificazione climatica: zona C, 972 GR/G

## Storia

### Origini ed etimologia del nome
L'etimologia del nome Ispica è incerta. Per alcuni il nome deriva dal latino gypsum ("calce") o dalla frase greca gupsike kaminos ("fornace da calce"), che si ricollega anche con il toponimo di "Spaccaforno".
Altri sostengono che il nome derivi da quello del fiume Hyspa, che scorreva nella vallata. Il toponimo "Spaccaforno" potrebbe derivare dall'unione dei termini "Spacca", derivazione fonetica di "Ispica" e quindi dal latino speca ("grotta"), e "forno", indicante le sepolture a forma di forno rinvenute nei pressi dell'abitato. Altri sostengono la tesi che il toponimo deriverebbe invece dalla deformazione della locuzione greca eis pegas, "verso le fonti" (del fiume Busaitone che attraversa la Cava Ispica). Molto probabilmente tutti i vari passaggi che hanno portato alla denominazione attuale deriverebbero da una corruzione della locuzione latina Hyspicaefundus ("fondo di Cava Ispica").
Una catacomba paleocristiana in località San Marco e una necropoli in contrada vignale San Giovanni testimoniano che la zona era abitata in epoca tardo romana.
Secondo la tradizione, sant'Ilarione di Gaza, eremita, avrebbe soggiornato nella regione, in una grotta di Cava Ispica tra il III e il IV secolo, frequentando la chiesetta di Santa Maria della Cava. L'antichità della chiesa è sottolineata dalla scritta presente in uno scudo dipinto sul portico: "Antiquam terra fieret ego sum…" ("Prima che la terra (il paese) fosse io sono…"). La città ha avuto il nome di Hyspicaefundus in epoca medievale, successivamente cambiato in Spaccaforno fino al 1935.

### Medioevo
Nel territorio si succedettero le dominazioni sicula, greca, romana e bizantina. 
Lo storico palermitano Antonio Mongitore, nel suo Della Sicilia Ricercata, riferisce che l'apostolo Paolo avendo soggiornato a Spaccaforno, non lontano dal castello, fece scaturire una fonte, al contatto della cui acqua i serpenti intorpidivano e morivano. La località di Porto Ulisse sulla costa fu usata come porto naturale fino a quest'epoca, come conferma il ritrovamento nel tratto di mare antistante di un relitto datato al VI secolo.
I musulmani arabi e berberi dominarono la regione dal IX all'XI secolo. È in questo periodo che nasce la leggenda di una magha sarachina a cui si attribuisce la costruzione di un centro abitato: secondo tale leggenda la maga fu seppellita a Ispica, e volle trasmettere le sue virtù alle abitanti, che pare le perpetuarono per parecchi secoli. Ad ogni modo la dominazione saracena prese fine quando tutta la Sicilia sud-orientale fu liberata da Normanni guidati da Ruggero il Normanno.
Il primo documento che menziona l'abitato con il nome di Isbacha è del 1093, in una bolla che papa Urbano II emanò subito dopo la fine dell'occupazione araba della regione. Un'altra bolla del 1169 di papa Alessandro III assegnò al vescovo di Siracusa anche le ecclesias quae sunt in tenimento '"Spaccafurni'" cum pertinentiis suis.
Dopo essere passata nella dominazione sveva e angioina, all'inizio del XIV secolo fu in possesso del viceconte Berengario di Monterosso, tesoriere del regno, che ne fece dono alla regina Eleonora d'Angiò, moglie del re Federico III.

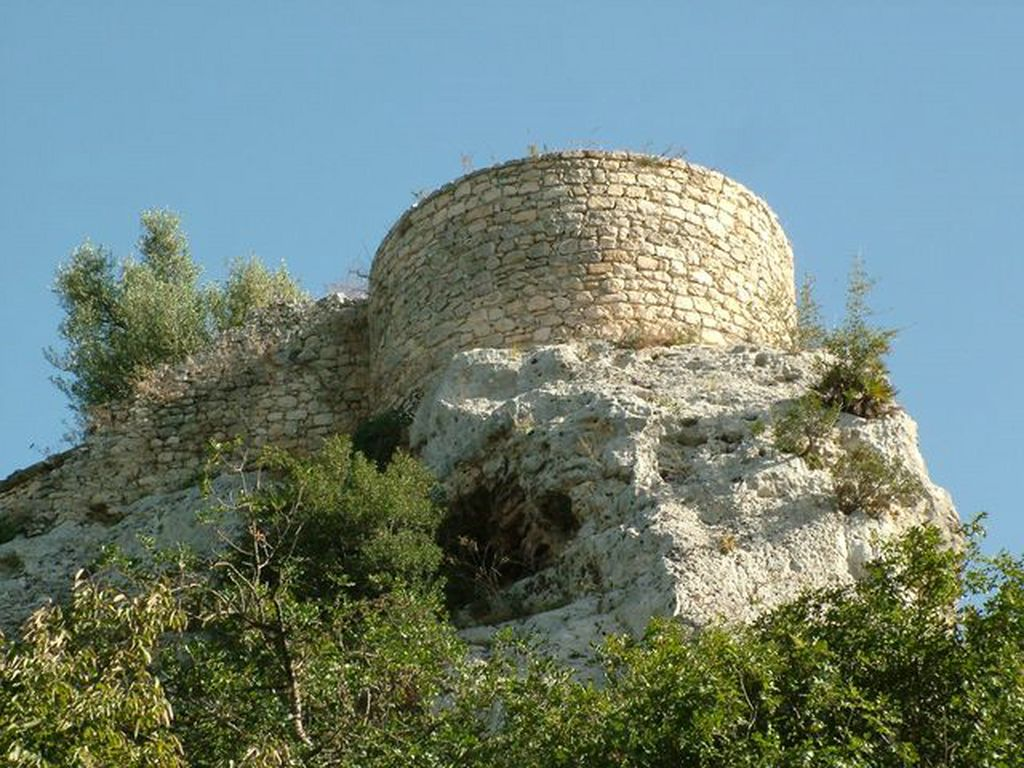
Parco Forza: resti del Castello, Fortilitium

Pietro II la concesse in feudo al fratello Guglielmo duca di Atene, dal quale passò in eredità al suo maggiordomo Manfredi Lancia. Fu confiscata quindi agli eredi di questi, che si erano ribellati al re Federico III. Occupata da Francesco Perfoglio nel 1367 gli fu concessa in feudo nel 1375. 
Il territorio seguì quindi le vicende della contea di Modica e fu in possesso di Andrea Chiaramonte e dopo la sua ribellione fu assegnata dal re Martino I a Bernardo Cabrera. Nel 1453 passò ad Antonio Caruso di Noto, "maestro razionale" del regno e nel 1493 fu portata in dote dalla figlia di questi, Isabella Caruso, al marito Francesco II Statella e gli eredi ne rimasero in possesso fino all'abolizione della feudalità nel XIX secolo.

### Il terremoto del 1693
L'11 gennaio 1693 alle ore 13,30 Ispica fu colpita da un violento terremoto il quale, assieme al terremoto del 1908, rappresenta l'evento catastrofico di maggiori dimensioni che abbia colpito la Sicilia. 
Con un'intensità pari a 7,4° della scala Richter è stato in assoluto il terremoto più intenso mai registrato nell'intero territorio italiano.
L'evento sismico ha provocato la distruzione totale di oltre 45 centri abitati, interessando con effetti pari o superiori al X grado MCS (scala Mercalli) una superficie di circa 5600 km² e causando un numero complessivo di circa 60.000 vittime e raggiungendo in alcune aree l'XI grado MCS. 
Il terremoto rase al suolo l'intera cittadina che prima si estendeva per gran parte all'interno della Cava Ispica. Inoltre scomparve il Fortilitium (castello medievale della famiglia Statella) e numerose chiese non più ricostruite. Inoltre il sisma inevitabilmente favorì fame e malattie come la peste, la quale colpì chi fortunatamente era sopravvissuto ad esso. Nonostante le numerose perdite, i pochi rimasti ebbero la forza di ricostruire la città, grazie all'aiuto di persone provenienti dai paesi vicini e alla generosa beneficenza dei baroni locali.

### Dopo il terremoto del 1693
La città venne quindi trasferita nella zona pianeggiante al di fuori della cava, sebbene l'antico insediamento non fosse mai del tutto abbandonato.
Alcuni quartieri furono ricostruiti intorno alle chiese rimaste in piedi (seppur danneggiate) di S. Antonio e del Carmine, mentre gli altri furono costruite ex novo seguendo una struttura a scacchiera con strade larghe e dritte, secondo il tracciato di due ingegneri venuti da Palermo al seguito di don Blasco Maria Statella. 
La nuova Spaccaforno portò la nascita di bellezze barocche come Santa Maria Maggiore, la chiesa di San Bartolomeo e la S.S. Annunziata e, in seguito, all'arrivo del Liberty, con Palazzo Bruno e Palazzo Bruno di Belmonte di Ernesto Basile.
Dal 1812 la città fu incorporata nel distretto di Modica e nella provincia di Siracusa, dalla quale passò nel 1927 alla nuova provincia di Ragusa.
Nel 1934 il podestà dott. Dionisio Moltisanti, sulla scia della politica fascista del cambio dei nomi delle città e con l'avallo del prof. Gaetano Curcio, Preside dell'Università di Catania, chiese al governo, a nome della cittadinanza, il cambiamento del nome di Spaccaforno in Ispica. L'autorizzazione era concessa con regio decreto del 6 maggio 1935 e pubblicato il 21 giugno successivo.
Il 12 ottobre 1987 Ispica, su iniziativa dell'allora sindaco Quinto Bellisario, ha ottenuto il titolo di città con decreto del presidente della Repubblica.

#### Serie dei feudatari della famiglia Statella
| N.     | Titolo | Nome            | dal  | al             |
| ------ | ------ | --------------- | ---- | -------------- |
| XVII   | conte  | Francesco II    | 1511 | 1536           |
| XVIII  | conte  | Ercole II       | 1536 | 1561           |
| XIX    | conte  | Blasco          | 1561 | 1578           |
| XX     | conte  | Francesco III   | 1578 | 1625           |
| XXI    | conte  | Antonio         | 1625 | 1651           |
| XXII   | conte  | Francesco IV    | 1651 | 1653           |
| XXIII  | conte  | Antonio II      | 1653 | 1663           |
| XXIV   | conte  | Francesco V     | 1663 | 1710           |
| XXV    | conte  | Antonio III     | 1710 | 1731           |
| XXVI   | conte  | Francesco VI    | 1731 | 1770           |
| XXVII  | conte  | Antonio IV      | 1770 | 1812           |
| XXVIII | conte  | Francesco Maria | 1812 | fine feudalità |

### Simboli
Lo stemma della città di Ispica riprende l'emblema della casata della famiglia Statella che per lungo tempo ha governato sulla città. 
Esso è uno scudo diviso in quattro parti con all'interno raffigurate due torri e due alabarde. I colori ufficiali sono il rosso e il giallo.
Il gonfalone è un drappo di azzurro.

## Monumenti e luoghi d'interesse
La città comprende un'area di impianto settecentesco, posteriore al terremoto, con una maglia stradale a scacchiera a strade larghe e diritte, e un'area di impianto medievale con tracciati irregolari; quest'ultima è adiacente a una rupe dove si trovano i ruderi di una fortezza (fortilitium) e dell'antica città di Spaccaforno. Grazie alle sue bellezze Ispica aspira a far parte delle Città tardo barocche del Val di Noto; infatti è in corso l'inserimento insieme ai comuni di Mazzarino e Acireale.

### Architetture religiose

#### Basilica di Santa Maria Maggiore

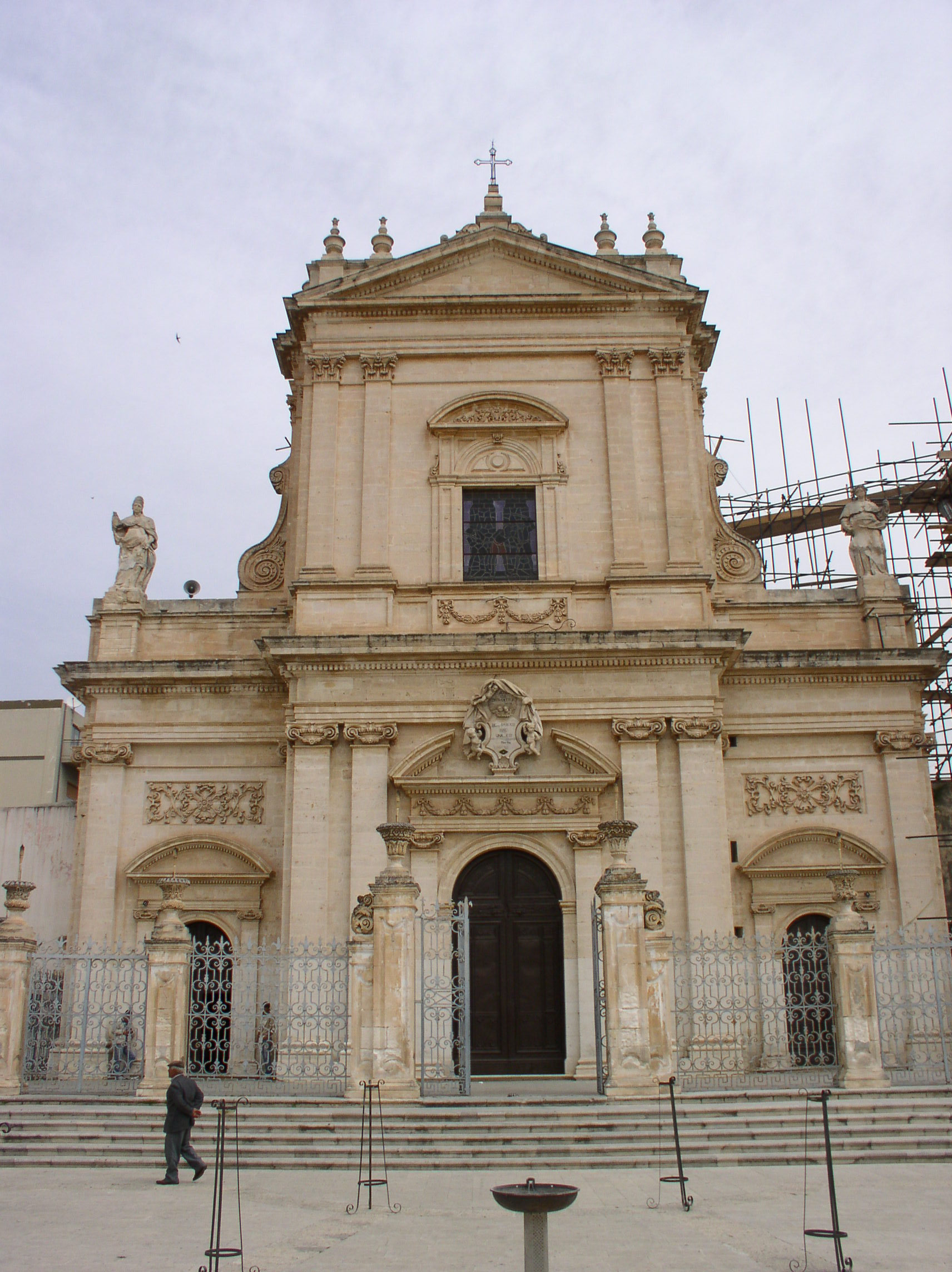
La facciata della basilica di Santa Maria Maggiore

La basilica settecentesca venne progettata dall'architetto di Noto Vincenzo Sinatra e vi è aggiunto un porticato con 23 passaggi che delimita la piazza. L'interno, a tre navate, conserva una decorazione in stucco opera di Giuseppe e Giovanni Gianforma e affreschi del 1765 di Olivio Sozzi. Ospita la statua del Cristo Flagellato alla Colonna e quella di Maria Assunta in cielo che vennero qui trasferite dopo essersi salvate dal terremoto e che sono oggetto di particolare venerazione, individualmente, durante i riti della settimana santa e ferragosto.
L'edificio è stato dichiarato monumento nazionale nel 1908. 

#### Basilica della Santissima Annunziata

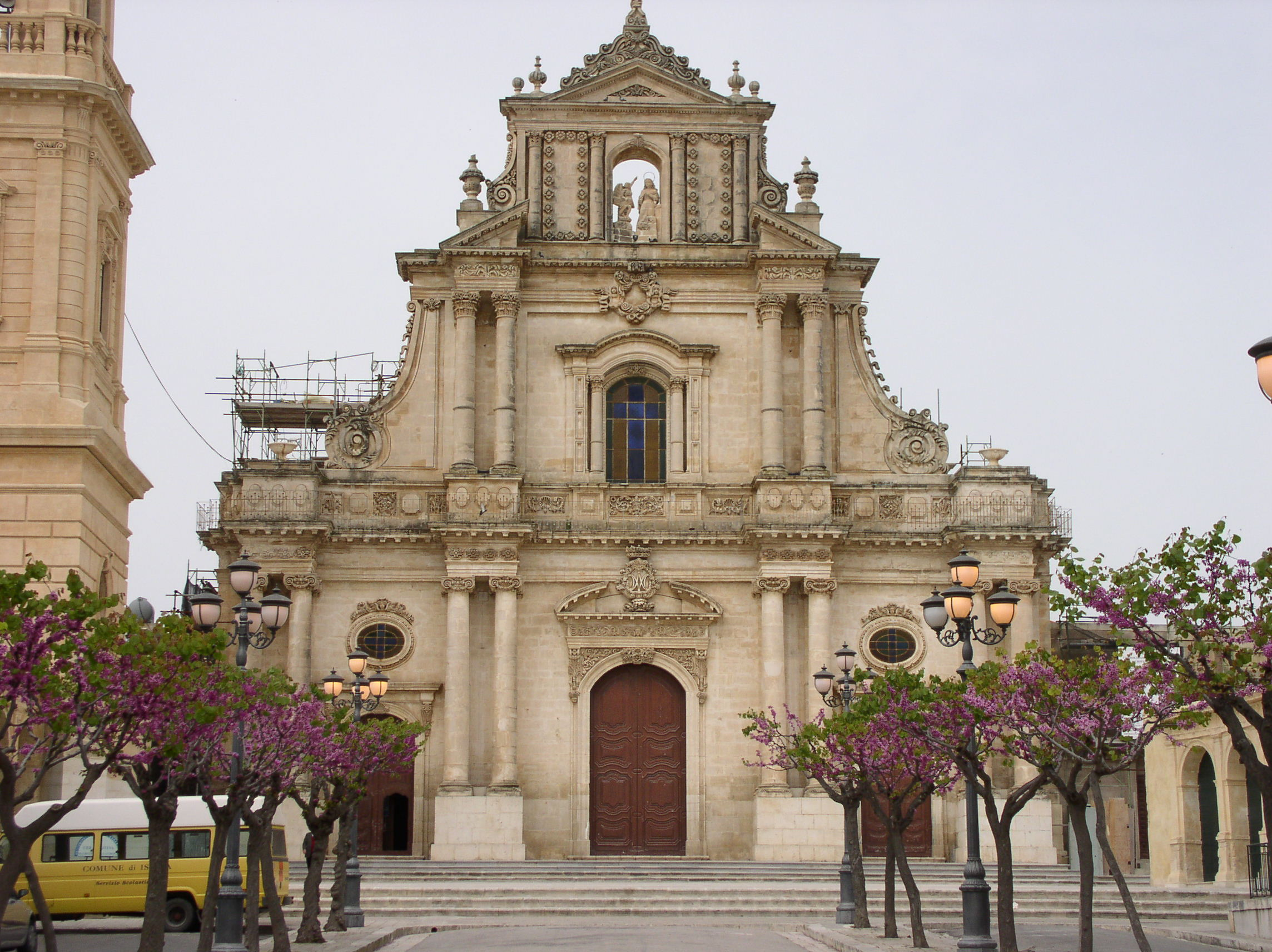
Augusta basilica dell'Annunziata

La basilica venne costruita dopo il terremoto a partire dal 1704, in sostituzione dell'omonimo edificio distrutto nell'antica Spaccaforno, oggi nel parco Forza.
All'interno conserva la decorazione a stucco in stile rococò del palermitano Giuseppe Gianforma e ospita alcune opere salvatesi dalle distruzioni del sisma: una Adorazione dei Magi e una tavola dell'Annunciazione del 1550. Contiene il settecentesco Cristo con la Croce dello scultore Guarino da Noto, un gruppo scultoreo in legno con il Cristo e due Giudei, anch'esso oggetto di particolarissima devozione da parte degli Ispicesi durante la Settimana Santa.

#### Chiesa madre di San Bartolomeo

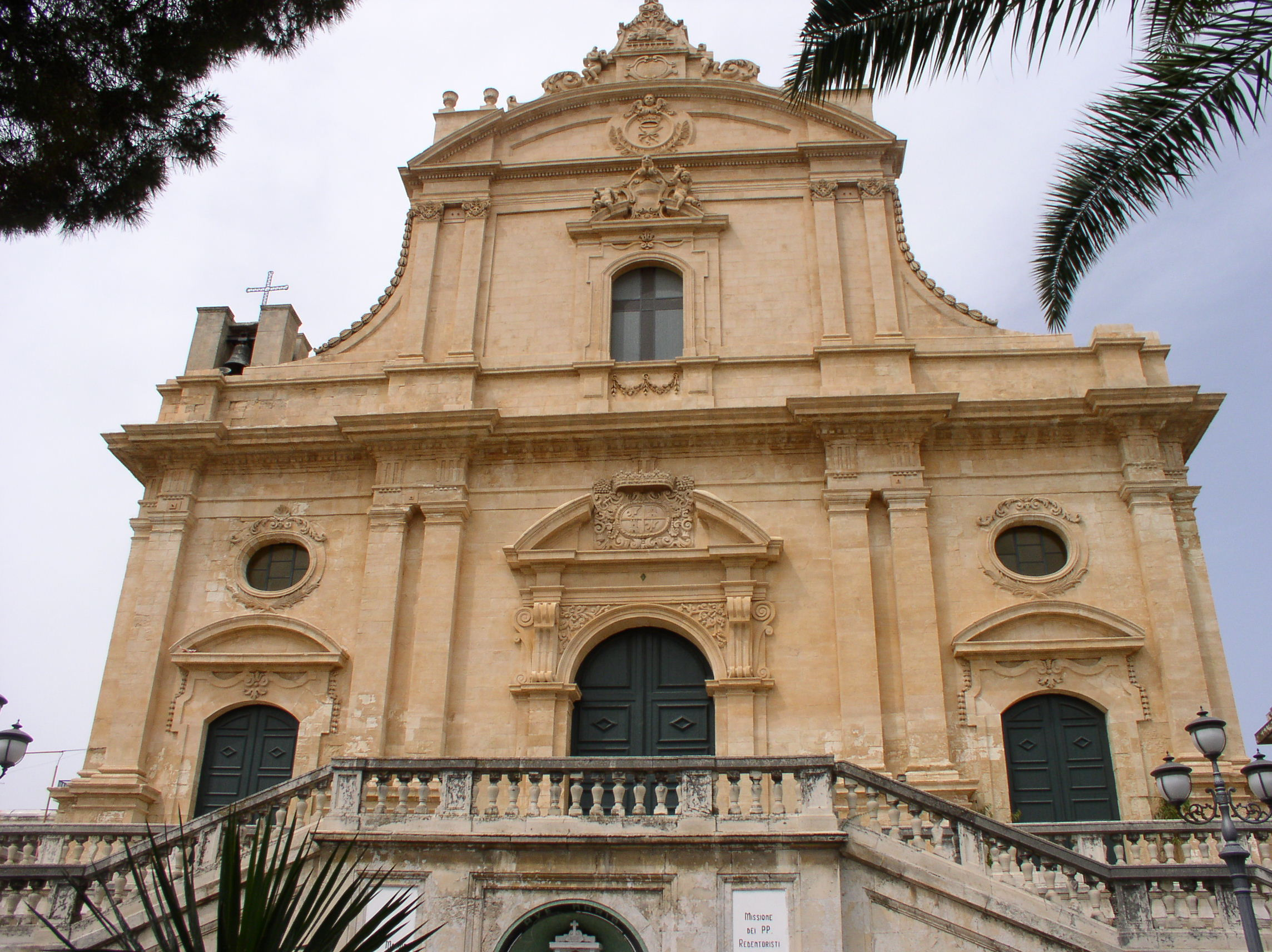
La chiesa matrice, consacrata a san Bartolomeo

La chiesa madre, consacrata a san Bartolomeo, venne ricostruita dopo il terremoto a partire dal 1750 e completata nel corso di un secolo e mezzo.
Esternamente è preceduta da una doppia scalinata che la eleva rispetto alla piazza antistante. La facciata coniuga elementi tardo-barocchi con altri neoclassici.
L'interno è suddiviso in tre navate da pilastri di ordine tuscanico. Conserva all'interno il monumento funebre di don Giovanni Statella Caruso ed un pregevole altare del Crocifisso in marmi policromi entrambi del XVII secolo, oltre ad un antico crocifisso ligneo. Questo Crocifisso, dipinto su croce lignea (sec. XV), presenta un'interessante iconografia tardobizantina. Il Cristo nudo, con perizoma, dai tratti anatomici schematizzati, ha una testa reclinata in avanti all´interno di un nimbo sporgente dal piano ligneo.
Nelle estremità dei bracci della croce sono rappresentati Maria (a sinistra), Giovanni (a destra) e il pellicano in alto. Nella lettera di donazione alla chiesa la marchesa Pilegra, vedova Statella, nel 1738, scrive: «credo esser opera di Trapani».
L'altare principale è arricchito della pala d'altare Il martirio di san Bartolomeo del pittore Rodolfo Cristina, realizzato nel 1964.

#### Chiesa Madonna del monte Carmelo

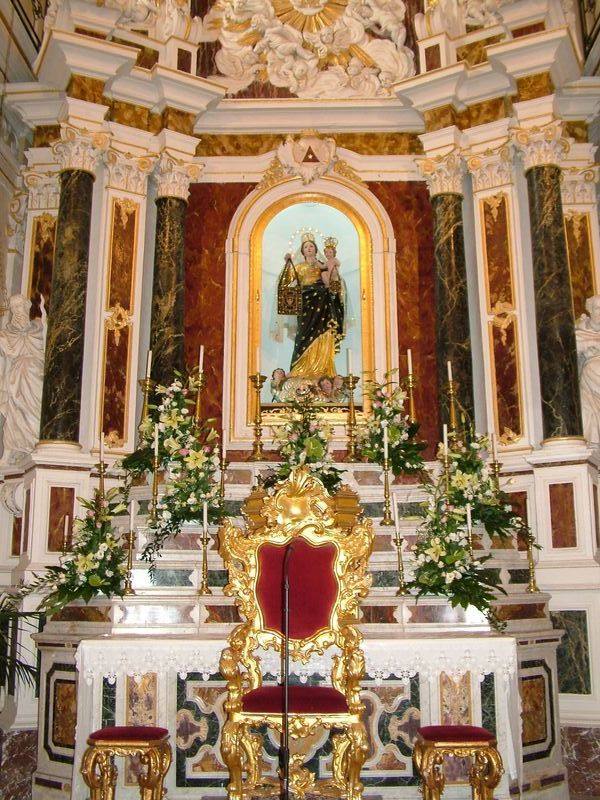
Interno della chiesa: nicchia della Beata vergine Maria del monte Carmelo, patrona della città

Il complesso della chiesa e dell'ex convento del Carmine risale al 1534. La sua struttura architettonica viene, via via, ad essere definita lungo tutto il Seicento con 18 celle per i frati e gli altri locali di servizio. Ridotto in macerie a causa del terremoto del 1693 viene riedificato unitamente alla chiesa nel '700.
Il prospetto della chiesa comprende artigianali bassorilievi di stile rinascimentale databili tra la seconda metà del sec. XVI e la prima metà del secolo XVII. Un putto reggicartiglio sull'arco d'ingresso reca la data 1632 mentre tra lo stemma carmelitano e la base della nicchia con la statua della Madonna del Carmelo si legge la data di una ristrutturazione della facciata, 1730. La fisionomia attuale viene definita alla fine dell'Ottocento con la realizzazione della cella campanaria. Nel complesso è un risultato di continue integrazioni col riutilizzo di frammenti architettonici legati al momento tardorinascimentale.
La chiesa ospita il simulacro della Beata Vergine Maria del monte Carmelo, patrona della città.

### Architetture civili

#### Palazzo Bruno di Belmonte

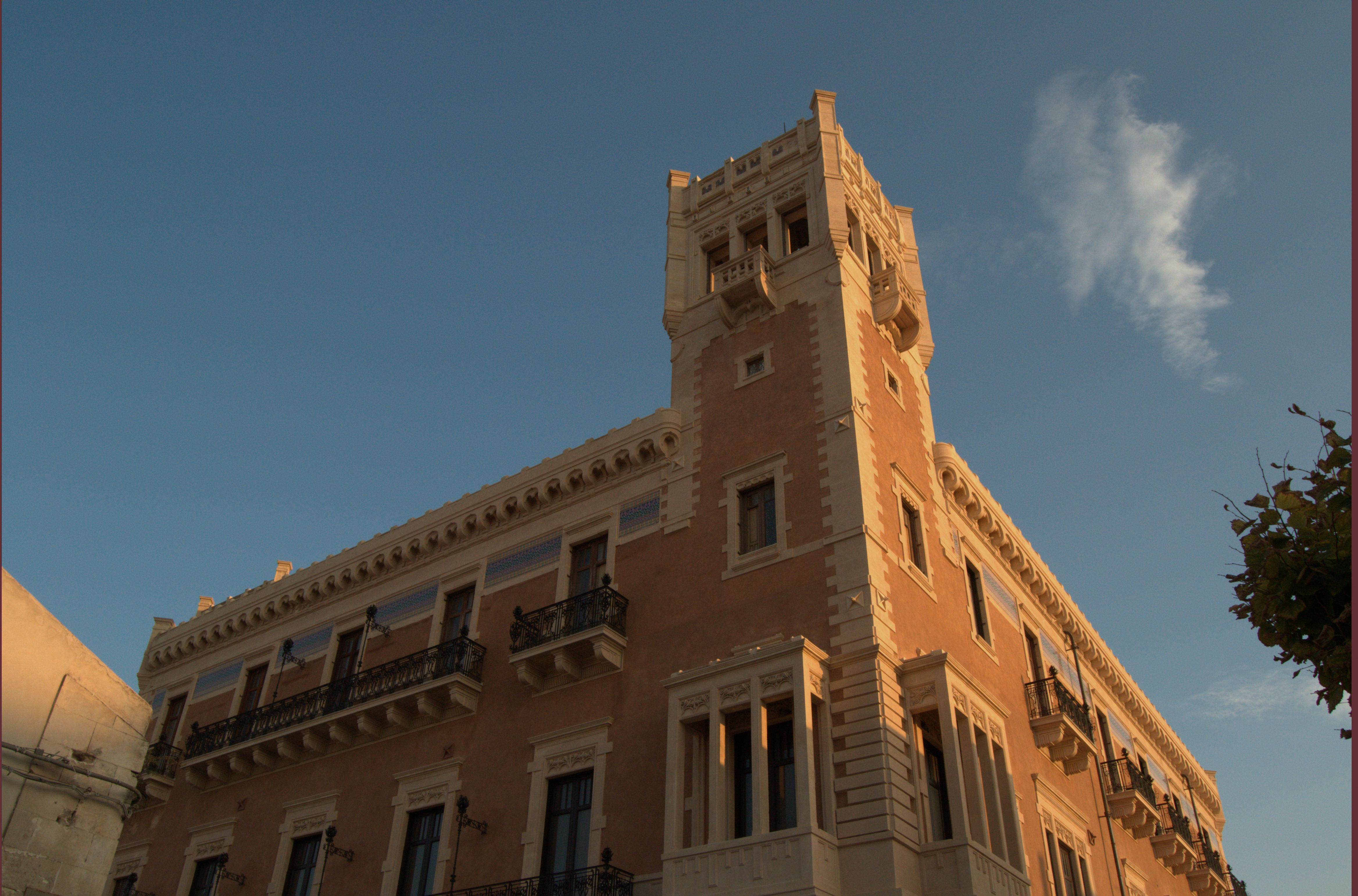
Palazzo Bruno di Belmonte

Il palazzo in stile liberty più importante della provincia fu commissionato dall'on.le Pietro Bruno di Belmonte all'architetto palermitano Ernesto Basile, dal 1906. Non divenne mai dimora della famiglia Bruno di Belmonte, considerata la famiglia più importante della città dell'inizio del secolo scorso, in quanto il palazzo non fu mai completato per lo scoppio della Grande Guerra, poi nel 1918, per la morte di Giovanna Modica di San Giovanni, moglie amatissima dell'on.le Pietro e infine nel 1921 per la morte dello stesso Pietro. Solo una parte fu completata e resa abitabile dopo il 1921 (l'architetto Basile da quattro piani dovette ricavare cinque quote) quella dell'ultimo figlio dell'On.le Pietro, il barone Giambattista, dove però visse solo la sorella Preziosa, unica tra i figli dell'on.le Pietro a rimanere a Spaccaforno (gli altri si erano trasferiti a Roma, Firenze, Napoli e Catania). Dal 1975, dopo la vendita al Comune dei primi tre piani da parte di alcuni eredi dei figli dell'on.le Pietro, il palazzo è divenuto sede municipale. L'acquisto è stato completato solo nel 1978 con la vendita al Comune anche del quarto e ultimo piano. 
(Paolo Portoghesi)

#### Palazzo Cav. Antonio Bruno

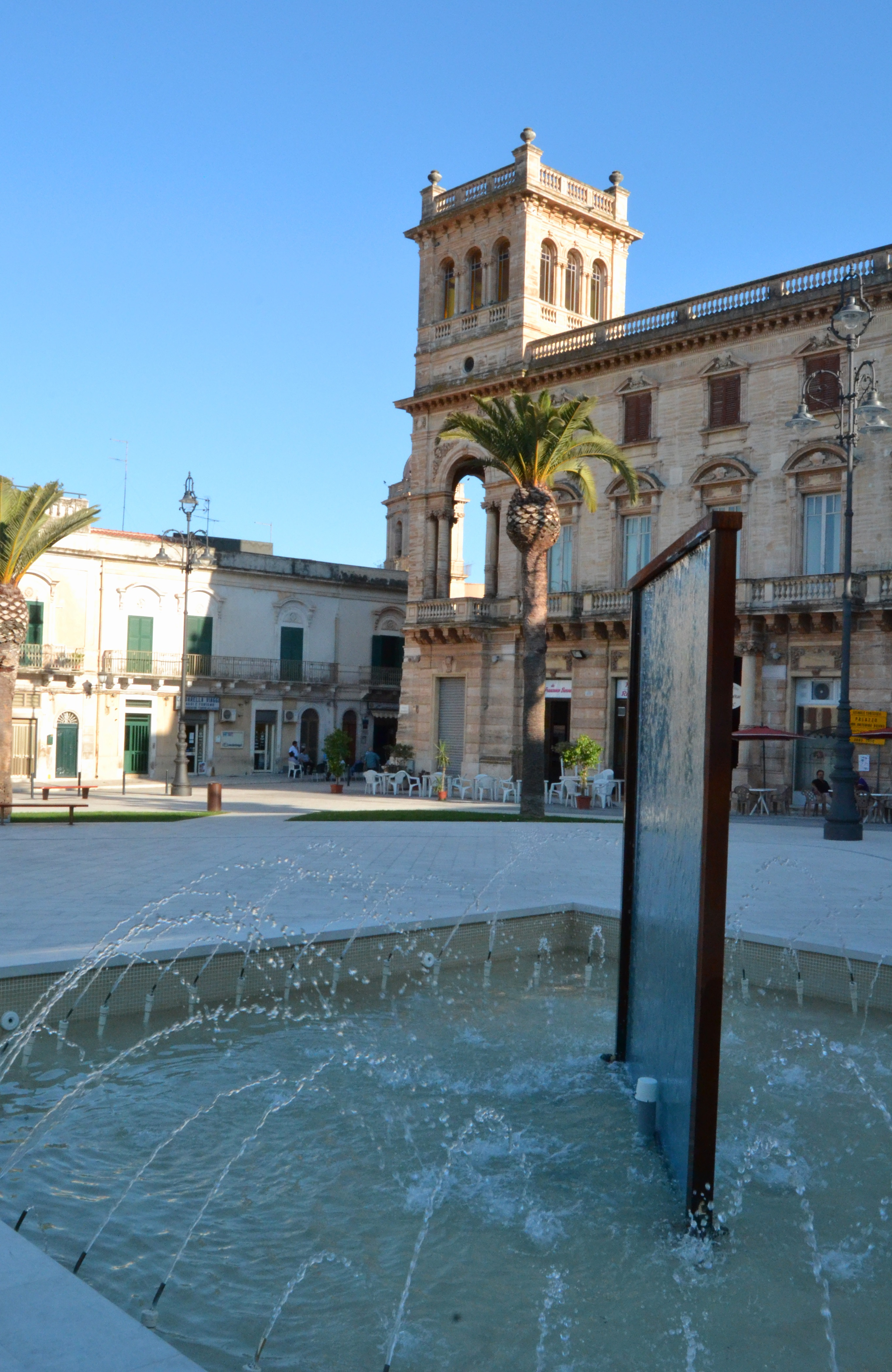
Palazzo Antonio Bruno in Piazza Unità d'Italia

Il palazzo è posto ad angolo in piazza dell'Unità d'Italia ed è stato realizzato nel primo ventennio del XX secolo su progetto dell'architetto Paolo Lanzerotti di Catania. L'edificio presenta un primo ordine a bugne lisce. Il primo piano comprende una successione di balconcini sovrastati da finestre con timpano triangolare spezzato. Le balaustre dei balconcini e quelle sistemate sopra la cornice di coronamento alleggeriscono la struttura. L'uniformità volumetrica viene dinamizzata da una loggia a serliana posta nel primo piano del cantonale e dalla sovrastante torre. Il motivo della torre sarà ricorrente anche in diverse ville dell'area iblea. L'edificio, pur risentendo del liberty di Palazzo Bruno di Belmonte (sede municipale), per l'unione degli elementi architettonici di derivazione classicista, è più legato alla cultura architettonica eclettica della seconda metà dell´Ottocento.

### Altri monumenti di interesse storico

#### Chiese e conventi

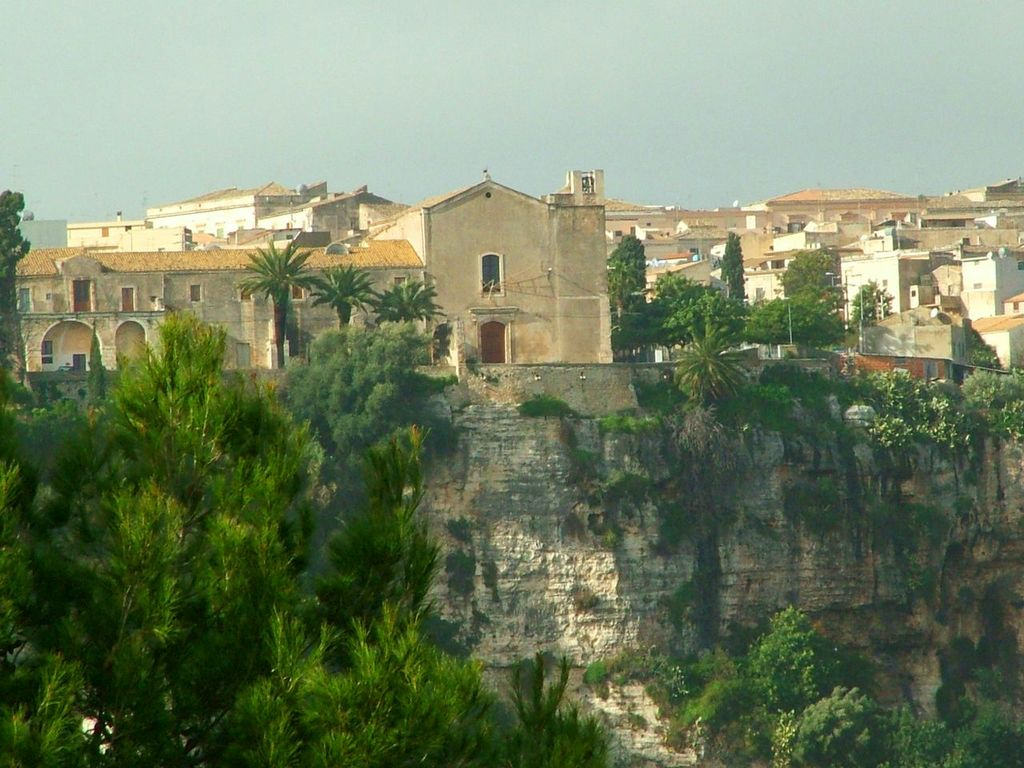
La chiesa di Santa Maria del Gesù

- Chiesa della Madonna delle Grazie[23].
- Chiesa di San Giuseppe[24].
- Convento e chiesa di Santa Maria del Gesù dei Minori Osservanti di San Francesco
- Chiesa di Sant'Antonio Abate
- Chiesa di Sant'Anna
- Chiesa di San Biagio

#### Palazzi
- In piazza Unità d'Italia (già Regina Margherita) plesso scolastico "L. Einaudi" e torre dell'Orologio (epoca fascista);
- Ex sede comunale, sorta sui possedimenti degli Statella in corso Garibaldi, oggi sede della Biblioteca Comunale "Luigi Capuana"
- Ex mercato in corso Umberto che si inserisce nell'architettura sociale del regime fascista;
  - Palazzo Modica disegnato dall'architetto catanese Paolo Lanzerotti;
  - Palazzo Latino
  - Palazzo Gambuzza
  - Palazzo Zuccaro

### Dintorni

#### Siti archeologici

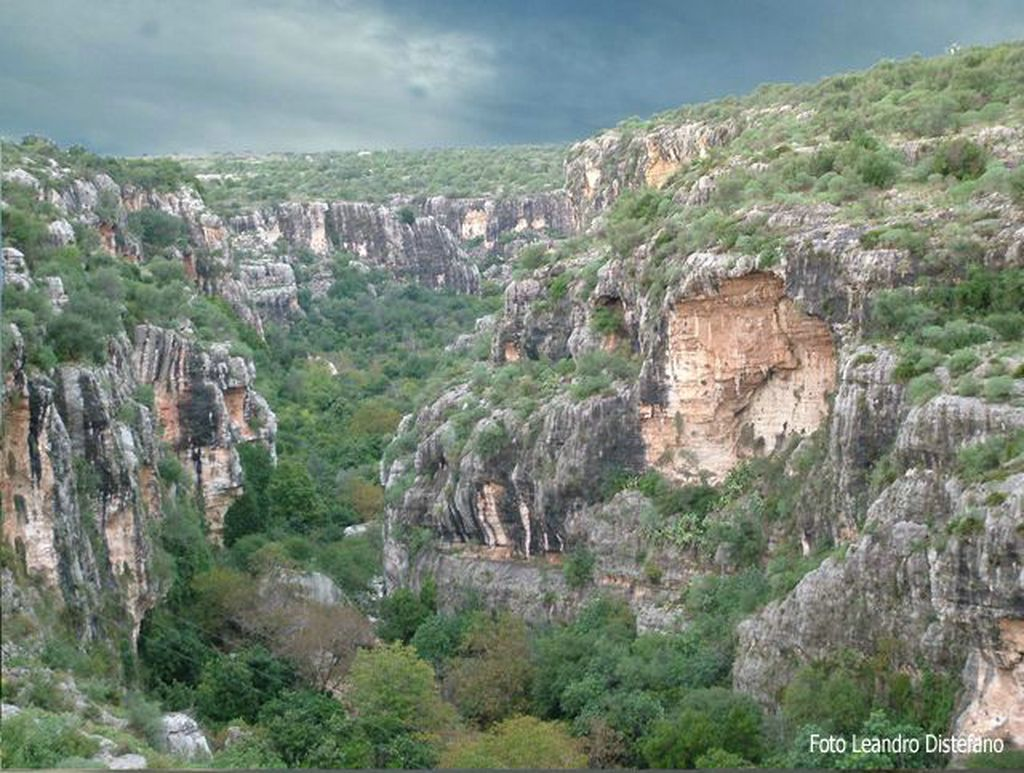
Cava Ispica vista dal Parco Forza

##### Cava Ispica
La Cava Ispica è la più importante delle "cave" (profonda valle scavata dall'erosione dell'acqua) nella Sicilia orientale. Lunga 13 km si estende nel territorio dei comuni di Modica, di Ispica stessa e di Rosolini. È attraversata da un torrente che prende diversi nomi: Pernamazzoni all'ingresso e Busaitone all'uscita.
Vi si trovano una serie di abitazioni rupestri ed è stata abitata dalla preistoria all'Ottocento. Le varie fasi si sovrappongono l'una all'altra.

##### Parco archeologico della Forza

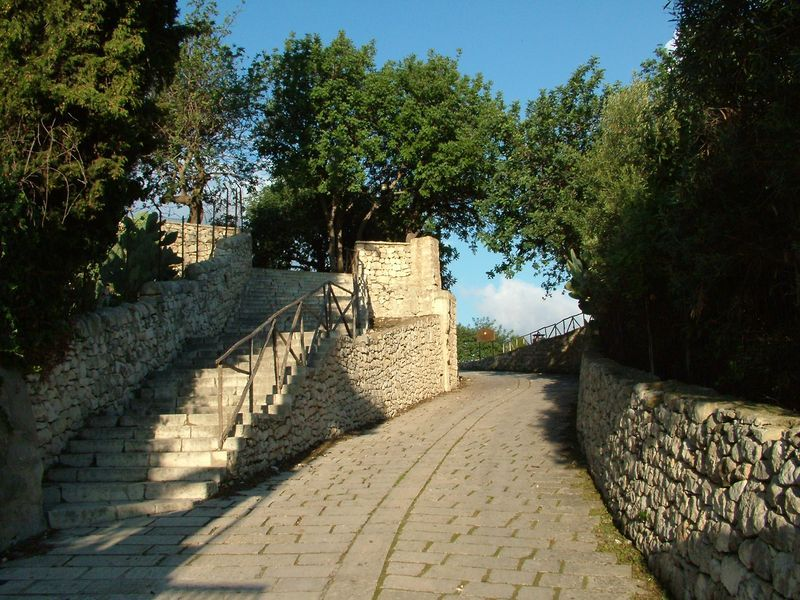
Ingresso principale del parco

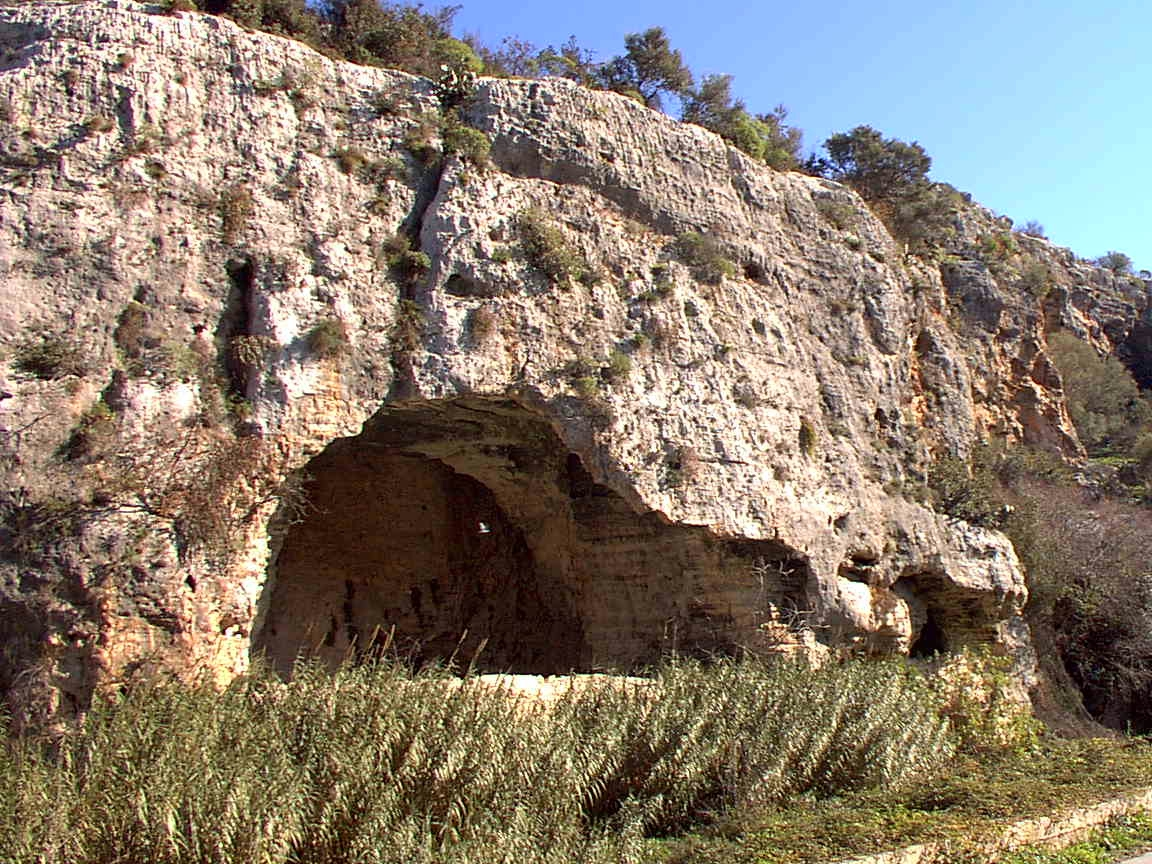
L'ingresso di una grotta.

Situato presso lo sbocco sud-orientale nella bassa Cava Ispica, il toponimo attuale della località, "Forza", deriva dalla corruzione volgare di Fortilitium, ossia "piccola fortezza". Sullo sperone roccioso sorgeva infatti la dimora fortificata dei feudatari della famiglia Statella. Ai piedi del castello si trovava l'antico abitato di Spaccaforno: entrambi vennero distrutti dal terremoto del 1693.
La zona ha restituito tracce di frequentazione a partire dalla prima età del bronzo (reperti ceramici rinvenuti in corrispondenza dell'attuale ingresso). L'Antiquarium del parco ospita reperti tra la prima metà del bronzo e il 1693.
Il parco è raggiungibile per mezzo di una discesa scavata nella roccia ("cento scale") che parte da Cava Ispica, lungo la quale sono visibili tracce di affreschi bizantini e tombe.

##### Catacombe di San Marco
Le catacombe di San Marco, a 2 km dal centro abitato costituiscono una testimonianza della presenza cristiana nel territorio in epoca tardo romana.

##### Necropoli Contrada Crocefia
Il 2 novembre 2013, a circa 3 km dal centro abitato verso Modica e a 300 metri dal lato ovest di Cava Ispica, durante una battuta di caccia è stata casualmente rinvenuta una necropoli fino ad allora ignota alla letteratura locale. La Soprintendenza di Ragusa ha stabilito che la necropoli risale al periodo tardo-antico. La necropoli conta circa 20 loculi funebri, tutti rivolti ad est. Nello stesso sito e nelle sue prossimità sono state rinvenute anche diverse lastre di copertura. Si tratta dell'ultima necropoli fino ad oggi rinvenuta in territorio ispicese. L'intera area, con provvedimento della Soprintendenza di Ragusa, è stata sottoposta a tutela archeologica.

#### Aree naturali

##### Costa

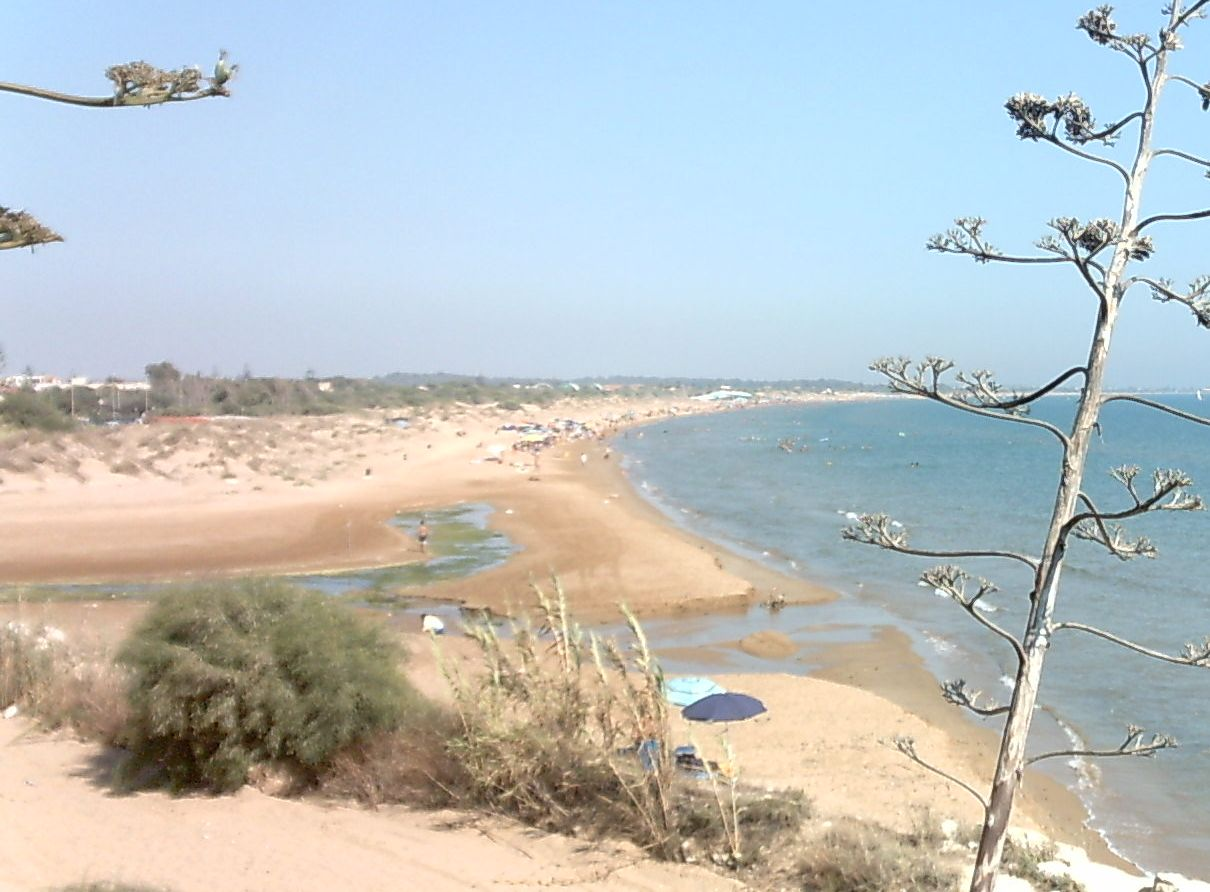
Litorale di Santa Maria del Focallo

Il territorio comunale comprende 13 km di costa, tra i comuni di Pozzallo e di Pachino, con spiagge di sabbia fine e dune a cui si sostituiscono tratti alti e rocciosi. Nel corso degli ultimi anni a causa degli effetti del Porto di Pozzallo le spiagge del territorio di Ispica si sono lievemente ridotte.
Sul litorale di Ispica si trovano diverse località balneari, tra le quali la frazione di Santa Maria del Focallo (Bandiera Blu 2011), la quale prende il nome da una chiesetta costiera andata distrutta nel terremoto del 1693, e Punta Ciriga, caratterizzata dalla costa rocciosa, con insenature sabbiose, e dalla presenza di faraglioni.
Il tratto di mare antistante fu teatro della tempesta che colse lungo la via del ritorno la flotta romana inviata in aiuto ad Attilio Regolo durante la prima guerra punica e la distrusse. In epoca romano-imperiale e bizantina l'approdo di Porto Ulisse fu uno scalo commerciale sulle rotte dalla Grecia e dall'Egitto verso Roma.
Sul litorale di Ispica sbarcarono il 10 luglio del 1943 le truppe alleate dando inizio alla Liberazione dell'Italia.

##### Pantani Bruno e Longarini
I pantani Bruno e Longarini si trovano nell'estremità meridionale del territorio comunale e sono dei laghi di acqua salmastra separati dal mare soltanto da dune di sabbia. Sono habitat per la macchia mediterranea e ospitano la sosta degli uccelli in migrazione, quali gallinelle d'acqua e germani reali ed altri. In base alle stagioni è possibile osservare il fiscione turco, i forapaglie, i migliarini di palude e i cannareccioni e talvolta esemplari di aironi, cicogne e fenicotteri.

## Società

### Evoluzione demografica
Abitanti censiti

#### Popolazione
A settembre 2014 il comune contava 15 914 (7 902 femmine e 8 012 maschi), suddivisi in 5 194 famiglie e 13 789 abitazioni.
Ispica ha conosciuto un'ampia emigrazione durante il Novecento, prima verso le Americhe, successivamente verso l'Europa settentrionale (soprattutto in Germania e Belgio). Al 1 gennaio 2007 contava 575 residenti stranieri, circa il 3,82% della popolazione totale.
Il comune, da alcuni anni conosce, come la maggior parte dei comuni ragusani, una lieve crescita di popolazione. Infatti la provincia dal 1982 al 2001 ha fatto riscontrare un incremento pari al 7,6%, dovuta da una parte ad un aumento del tasso di natalità al quale si aggiunge il flusso turistico e l'occupazione principalmente nel mondo agricolo. 
La crescita è rallentata dal fatto che molti giovani decidono di perfezionare gli studi universitari in città del centro-nord, soprattutto Milano, Pisa e Roma e non rientrano dopo essersi laureati.

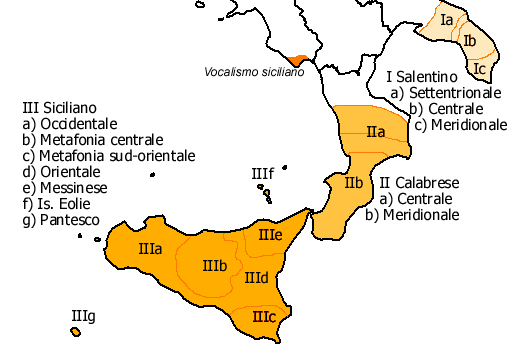
Distribuzione del gruppo siciliano

### Lingue e dialetti
Oltre alla lingua ufficiale italiana, a Ispica si parla la lingua siciliana nella sua variante metafonetica sud-orientale. La ricchezza di influenze del siciliano, appartenente alla famiglia delle lingue romanze e classificato nel gruppo meridionale estremo, deriva dalla posizione geografica dell'isola, la cui centralità nel mar Mediterraneo ne ha fatto terra di conquista di numerosi popoli gravitanti nell'area mediterranea.

### Istituzioni, enti e associazioni
- Corpo Bandistico "Città di Ispica", fondato nel 1863, scioltosi nel 1966 e rifondato nel 1974. Al complesso bandistico è associata la scuola musicale: la "Vincenzo Bellini", e dal 2013 è sorto l'Istituto Musicale Giuseppe Verdi, che va oltre gli strumenti bandistici. Dal 1929 al 1965 fu diretto, prima dello scioglimento, dal compositore e direttore Giuseppe Bellisario e, dopo la rifondazione, da Francesco Iozzia. Dal 2004 è diretto da Giannino Amore. Ha inciso nel 1982 presso l'Università di Palermo l'elegia funebre Cristo alla colonna di Giuseppe Bellisario. L'organico conta stabilmente 60 elementi.
- L'associazione musicale "Arturo Toscanini" nasce nell'agosto del 1996 grazie all'iniziativa di alcuni elementi che, nel corso degli anni passati, sono cresciuti negli ambienti bandistici esistiti ad Ispica.
- L'associazione musicale "Pino Rosa" e l'Orchestra di fiati "Santa Cecilia" dal novembre 2013.
- L'associazione culturale "Insabbiata", la quale organizza ogni anno l'evento omonimo, l'Insabbiata di Ispica.
- "Società ispicese di storia patria", fondata nel 2003 per promuovere lo studio della storia locale, raccogliere e conservare i documenti.
- Ispica è sede di un Centro di cultura per l'educazione permanente, legato all'Unione Nazionale per la Lotta contro l'Analfabetismo (UNLA) e dotato di una biblioteca e svolge dibattiti e corsi.
- Associazione Culturale Islamica "Assalem", organizzazione senza scopi di lucro, apolitica, culturale ed assistenziale, con finalità di integrazione e di diffusione culturale e religiosa, a Ispica dove la Qatar Charity Foundation ha investito circa 256.956 euro per il centro islamico.[30]

## Cultura

### Feste religiose e folclore

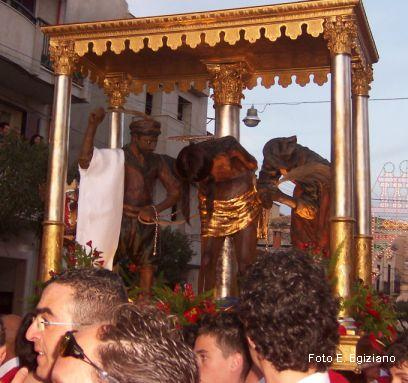
Santissimo Cristo alla Colonna

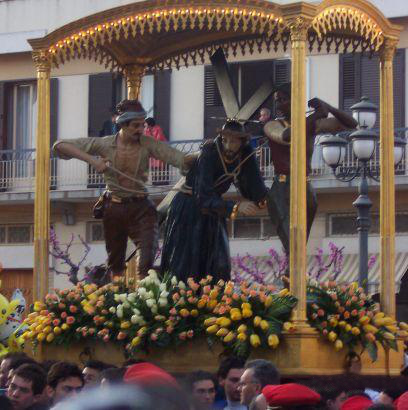
Santissimo Cristo con la Croce

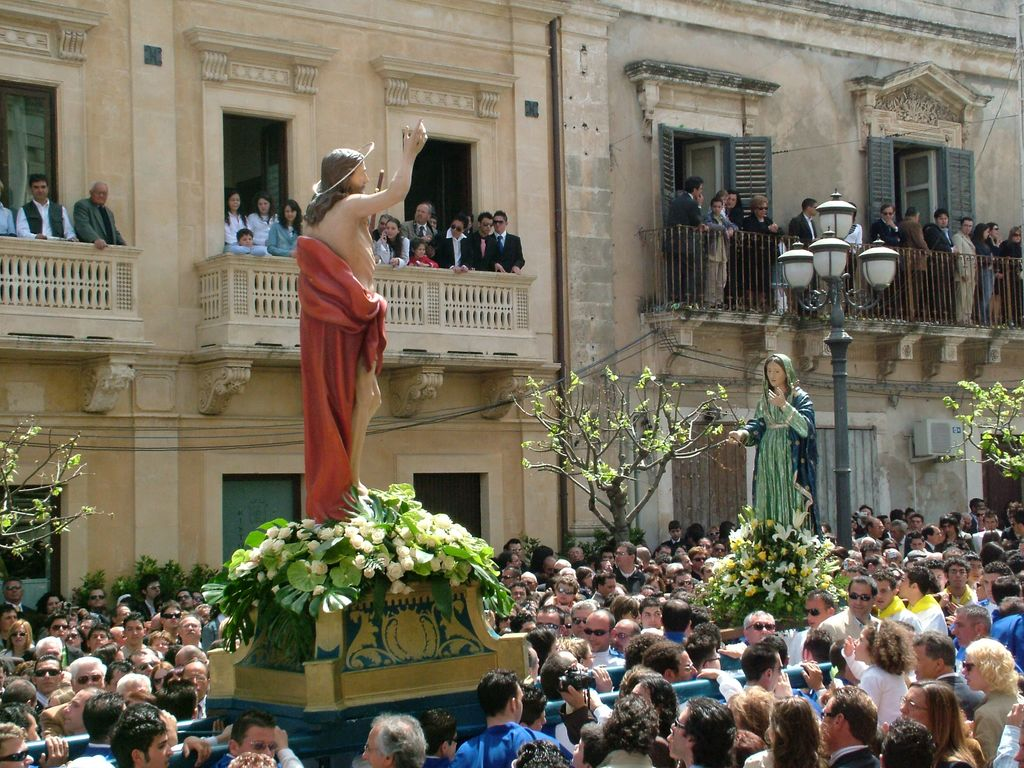
Cristo Risorto, incontro con la Madre nella domenica di Pasqua

A Ispica le feste religiose assumono una particolare importanza grazie alla presenza di molte confraternite, in particolare quelle della Santissima Annunziata e di Santa Maria Maggiore, una volta antagoniste ed in competizione. Queste ultime infatti organizzano i riti della Settimana Santa.

#### Settimana Santa
- Il Giovedì santo si svolge la "festa dei Cavari", che inizia alle due di notte con la via Crucis; questa parte dalla chiesa rupestre di Santa Maria della Cava e termina nella basilica di Santa Maria Maggiore, dove vengono aperte improvvisamente le porte ('a raputa re porti) e inizia il pellegrinaggio all'altare del Santissimo Cristo alla colonna (u Patri a culonna) che verrà portato in processione nel pomeriggio dopo la solenne messa. Durante la processione viene eseguita la celeberrima marcia funebre intitolata SS. Cristo alla Colonna, composta dal M° Giuseppe Bellisario nel 1933, divenuta famosa anche per essere stata utilizzata in molti film e cortometraggi, tra cui il film di Giuseppe Tornatore L'uomo delle stelle.
- Il Venerdì santo i "nunziatari" portano in processione la statua del Santissimo Cristo con la croce: nella mattinata inizia la cerimonia nella chiesa della Santissima Annunziata con l'apertura delle porte e la processione si svolge poi nel pomeriggio con la caratteristica cavalleria romana, toccando tutte le vie della città. Passando davanti alla chiesa di Santa Maria Maggiore, si ha l'incontro tra il Cristo e l'Addolorata. Dopo questo momento di commozione popolare la processione del Cristo continua il suo percorso concludendosi poi con il rientro in basilica e lo svolgimento dei tradizionali giri nelle navate della basilica stessa.
- Nella Domenica di Pasqua avviene il tradizionale incontro tra il Cristo risorto della basilica della Santissima Annunziata con la Madonna della chiesa madre San Bartolomeo. Momento di forte emozione è quando i "nunziatari" portano il Cristo risorto incontro alla Madre correndo lungo il corso Garibaldi. Dopo l'incontro e i tre inchini di omaggio la statua viene portata in Chiesa Madre. Da qui la sera verrà ripresa dai "nunziatari" che in processione la riporteranno in basilica.

#### Altre feste
- La festa patronale si svolge in onore della Beata Vergine Maria del Monte Carmelo nel santuario parrocchia della Madonna del Carmine la domenica successiva al 16 luglio. La mattina si ha la consegna di un omaggio floreale, di un cero votivo e delle chiavi della città da parte delle autorità, guidate dal sindaco, a cui segue una processione per le vie della città.
- A Natale viene realizzato un presepe vivente presso il Parco Forza di Cava d'Ispica che attira visitatori da tutta la Sicilia orientale.
- I festeggiamenti in onore dell'Assunta si svolgono nella chiesa di Santa Maria Maggiore il 15 agosto, con la processione del simulacro e la partecipazione di "confrati" e "fazzoletti rossi". La festa prosegue la sera con uno spettacolo musicale e fuochi d'artificio.
- Festa della Madonna delle Grazie, nella chiesa omonima la prima domenica di luglio.
- Festa di sant'Antonio da Padova, nella chiesa di Santa Maria del Gesù il 13 giugno.
- Festa di san Giuseppe, nella chiesa omonima la domenica successiva al 19 marzo.
- Festa della "patena", nella basilica di Santa Maria Maggiore il martedì che precede l'inizio della Quaresima. La "patena" è l'aureola d'argento posta sopra la testa della statua lignea del Cristo flagellato alla colonna, dove sono incastonate le reliquie della santa Croce.
- Festa di santa Lucia, nella chiesa di Sant'Antonio abate il 13 dicembre.

### Sagre ed eventi
- Tra la fine di maggio e gli inizi di giugno, presso il quartiere storico di "Cartidduni", in piazza S. Antonio Abate, viene realizzata l'Insabbiata di Ispica, a cura della omonima Associazione culturale.
- "Palio dell'Assunta" organizzato nella prima metà di agosto dall'arciconfraternita di Santa Maria Maggiore, con giochi di squadra in acqua.
- "Rassegna bandistica "Città di Ispica" sulla letteratura musicale della Settimana Santa in Sicilia", durante la Settimana Santa con la partecipazione di diversi corpi bandistici della Sicilia e proposte della tradizione musicale siciliana.

### Ispica nel cinema

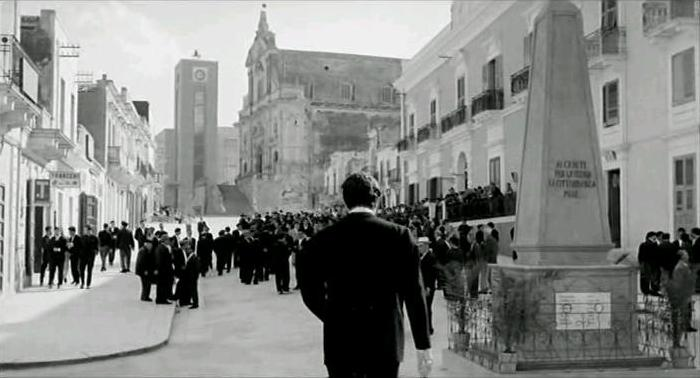
Corso Garibaldi in una scena di Divorzio all'Italiana

Nel 1960 fu girato a Ispica il film Divorzio all'italiana di Pietro Germi. A questo seguirono altri film o serie televisive:
- 1974: alcune scene di Il viaggio, di Vittorio De Sica con Sophia Loren e Richard Burton;
- 1984: alcune scene di Kaos dei fratelli Taviani
- 1995: miniserie televisiva Non parlo più, girata in piazza Regina Margherita (ora piazza Unità d'Italia) e nel palazzo comunale Bruno di Belmonte
- 2002: Franco Battiato, nella sua prima opera cinematografica Perdutoamor, ha utilizzato come set il loggiato della chiesa di Maria Maggiore.
- 2005 e 2008: serie televisiva Il commissario Montalbano, in piazza Santissima Annunziata, nel loggiato del Sinatra antistante Santa Maria Maggiore, nel Palazzo Modica e su corso Garibaldi.
- 2007: serie televisiva Il capo dei capi in 6 episodi andata in onda su canale 5 sulla vita di Totò Riina.
- 2011: Lando Buzzanca Uno, nessuno, centomila, film autobiografico.
- 2014: alcune scene di Andiamo a quel paese, di Ficarra e Picone.
- 2017: location principale, con il Loggiato del Sinatra, del film La mossa del cavallo tratto dall'omonimo romanzo di Andrea Camilleri.
- 2019: location, con il Loggiato del Sinatra, gli esterni e gli interni di Santa Maria Maggiore, del film La stagione della caccia tratto dall'omonimo romanzo di Andrea Camilleri.
- 2020: location, con il Loggiato del Sinatra, dell'episodio La rete di protezione de Il commissario Montalbano, tratto dall'omonimo romanzo di Andrea Camilleri.

L'associazione culturale Ispica da Oscar si occupa della promozione cineturistica della città.

### Ispica nella letteratura dell'Ottocento
Spaccaforno fece da sfondo ad alcune opere veriste di fine Ottocento di Giovanni Verga e Luigi Capuana. Quest'ultimo soggiornò nel convento del Carmine per un breve periodo per affari legati alla sua carica di sindaco di Mineo e ambientò a Ispica alcuni dei suoi racconti, descrivendo in maniera precisa luoghi e tradizioni che si intrecciano con le storie dei suoi personaggi. Vi sono ambientati il racconto Profumo, dove Ispica è rappresentata come la cittadina siciliana di Marzallo e il romanzo Il marchese di Roccaverdina, collocato nella Spaccaforno contadina e feudale.
Anche Eugenia accostò la faccia allo sportello per guardare.

In alto, in cima alla roccia che scendeva a picco, si scorgevano, illuminati dal sole, i campanili, le cupole delle chiese, le facciate bianche e i tetti scuri di un gruppo di case affacciate proprio all'orlo del precipizio e quasi minaccianti di buttarsi giù; e lucide macchie verdi alberi e cespugli, bagnati dalla pioggia, arrampicati tra le sporgenze dei massi drizzantisi minacciosamente su la pianura. Non si capiva in che modo la carrozza avrebbe potuto salire lassù, tanto roccia, campanili, cupole e case sembravano vicini, da potersi toccare col dito.»
(Luigi Capuana, Profumo, 1892)

### Biblioteche
- Biblioteca Comunale "Luigi Capuana"

## Istruzione
Ispica è sede di istituti scolastici, inerenti al ciclo scolastico della scuola secondaria di secondo grado (Istituto di istruzione statale "Gaetano Curcio", licei liceo classico, linguistico, scientifico-opzione scienze applicate, Istituto professionale per i servizi commerciali e turistici, istituto professionale odontotecnico, istituto professionale enogastronomia)

Campanile della basilica della SS. Annunziata

## Infrastrutture e trasporti
- Ispica si trova sul percorso della linea ferroviaria Siracusa-Gela-Canicattì. La stazione è ancora funzionante ma da alcuni anni senza personale.
- È inoltre collegata con Modica, Siracusa e Catania dagli autobus della AST (Azienda Siciliana Trasporti).
- Ispica si trova sul percorso della strada statale 115 sud-occidentale sicula che collega Trapani a Siracusa.
- L'uscita autostradale più vicina è quella di Ispica-Pozzallo sulla Autostrada A18[32].
- Dista circa 104 km dall'aeroporto di Catania-Fontanarossa. Dal 2013 è fruibile l'Aeroporto di Comiso distante 45 km.
- Lo scalo marittimo più vicino è il Porto di Pozzallo a 12 km, che oltre al traffico mercantile e peschereccio offre un collegamento passeggeri con Malta.

## Economia

### Agricoltura
L'economia si basa sull'agricoltura, con un territorio dedicato a colture intensive. Si è sviluppata la coltivazione di primizie ed ortaggi tra i quali in particolare pomodori e carote, che hanno permesso anche lo sviluppo di industrie di trasformazione. Altre produzioni agricole significative sono quelle delle mandorle olive, carrubbe e vite, con il conseguente sviluppo di oleifici e palmenti.
Il comune di Ispica fa parte della "regione agraria n. 3 - Colline litoranee di Modica" e di diverse associazioni tra comuni:
- Associazione nazionale città del vino[34]
- Associazione nazionale città dei sapori[35]
- Strada del vino Val di Noto[36]
- Strada del vino "Cerasuolo di Vittoria"[37]
- Patto territoriale "Terre della contea"[38]
- Distretto culturale sud-est[39]
- Gal Terra Barocca[40]

### Turismo

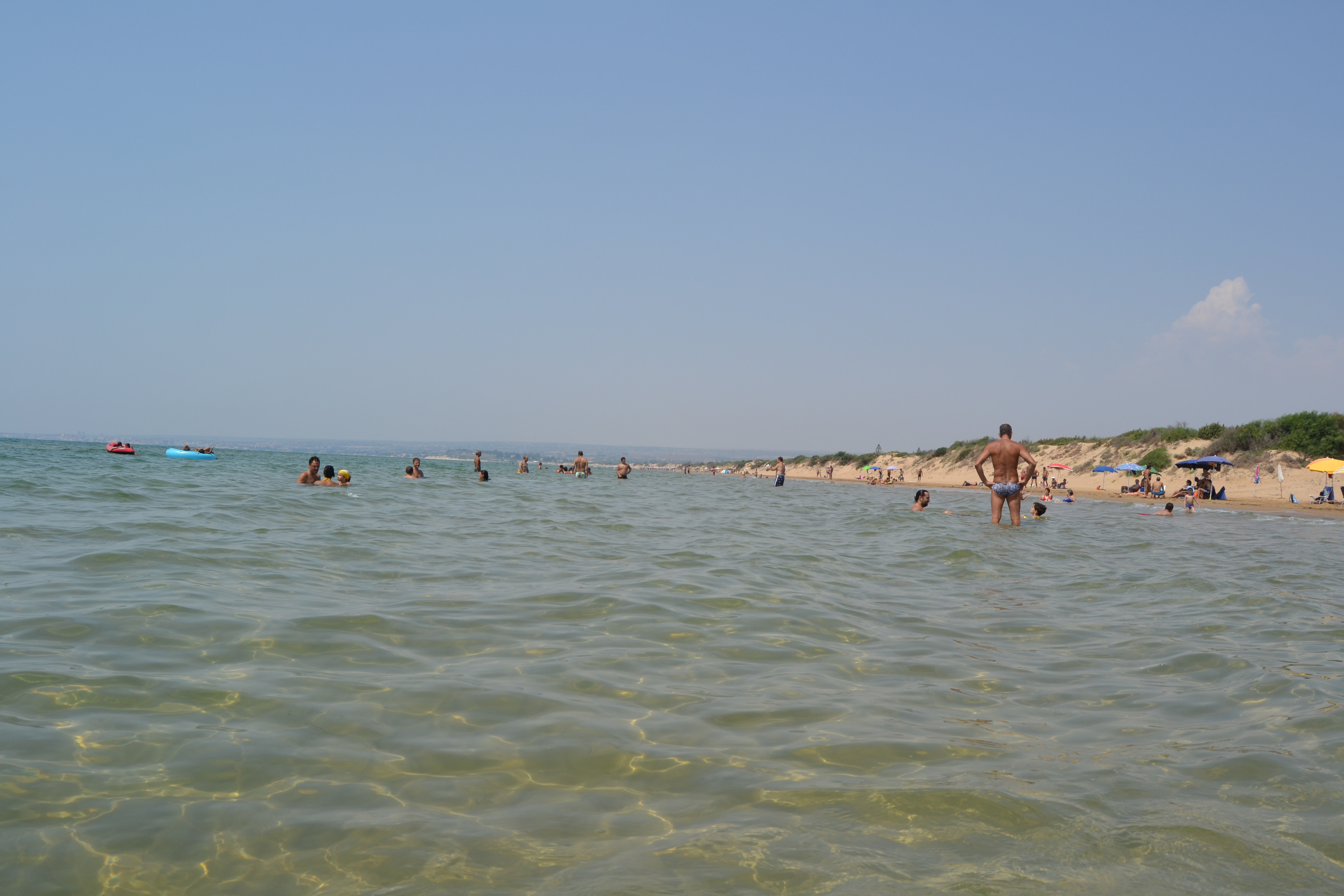
L'acqua e la spiaggia di Santa Maria del Focallo, Bandiera Blu.

Logo Bandiera Blu

Il settore turistico è in crescita grazie ad una serie di iniziative, tra le quali la richiesta di inserimento nei Patrimoni mondiali dell'umanità dell'UNESCO tra le "Città tardo-barocche della Val di Noto", convenzioni per la promozione turistica e con le guide turistiche provinciali, partecipazioni a manifestazioni, come la giornata di apertura del FAI.
Come località balneare è stata segnalata con una vela blu nella guida di Legambiente nel 2010.
Invece in ambito internazionale, dal 2011, Ispica con la spiaggia di Santa Maria del Focallo, ha trovato conferma della propria qualità ambientale con il riconoscimento della Bandiera Blu (The Blue Flag). assegnato dalla FEE, che indica l'ottimo stato di salute delle acque marine della costa, la qualità ambientale complessiva della zona e della sua completa vivibilità.
La Pro Loco Spaccaforno, associazione apartitica, senza scopo di lucro e associata UNPLI garantisce il servizio di informazione turistica presso la sede di corso Garibaldi 7. Nel 2019 registra il marchio Visit Ispica per la diffusione delle informazioni utili e gli eventi rilevanti dal punto di vista turistico che si svolgono in città.

## Amministrazione
L'amministrazione comunale è guidata da Innocenzo Leontini, sindaco di Ispica dal 6 Ottobre 2020, appoggiato da una coalizione di liste civiche (Leontini Sindaco, Rinascita ispicese, Cambiamo davvero Ispica, Civ. Es.).

### Gemellaggi[44]
- Rüti
- Slatina

## Sport

### Calcio
Ispica è stata comitato FIGC nel 1930.
Società calcistiche:
- A.S.D. Sportispica, società affiliata al Genoa CFC.
- A.S.D. Arcobaleno Ispica, comprendente calcio a 5 che milita nel campionato di Serie B (calcio a 5).
- A.S.D. Virtus Ispica, che milita nel campionato di Eccellenza (calcio).

### Pallacanestro
- A.S.D. Rainbow Ispica, che milita nel campionato di promozione;

### Pallavolo
- A.S.D. Athlon Ispica: nata nel 2009 per volontà di coloro che negli anni 1980 avevano fatto parte del G.S. La Tartaruga (Mobili Amore).

## Galleria d'immagini

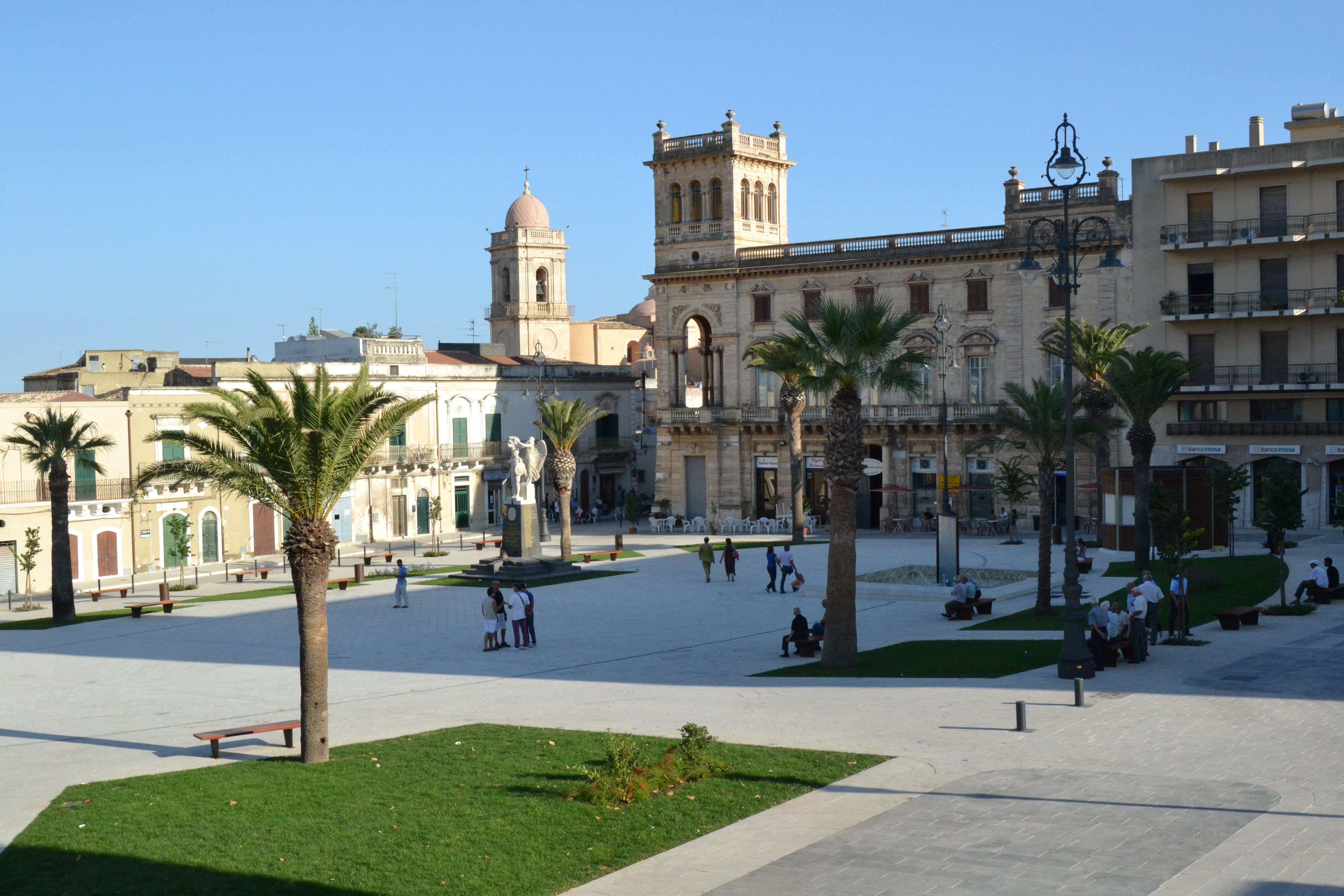
Nuova piazza Unità d'Italia e Palazzo Bruno
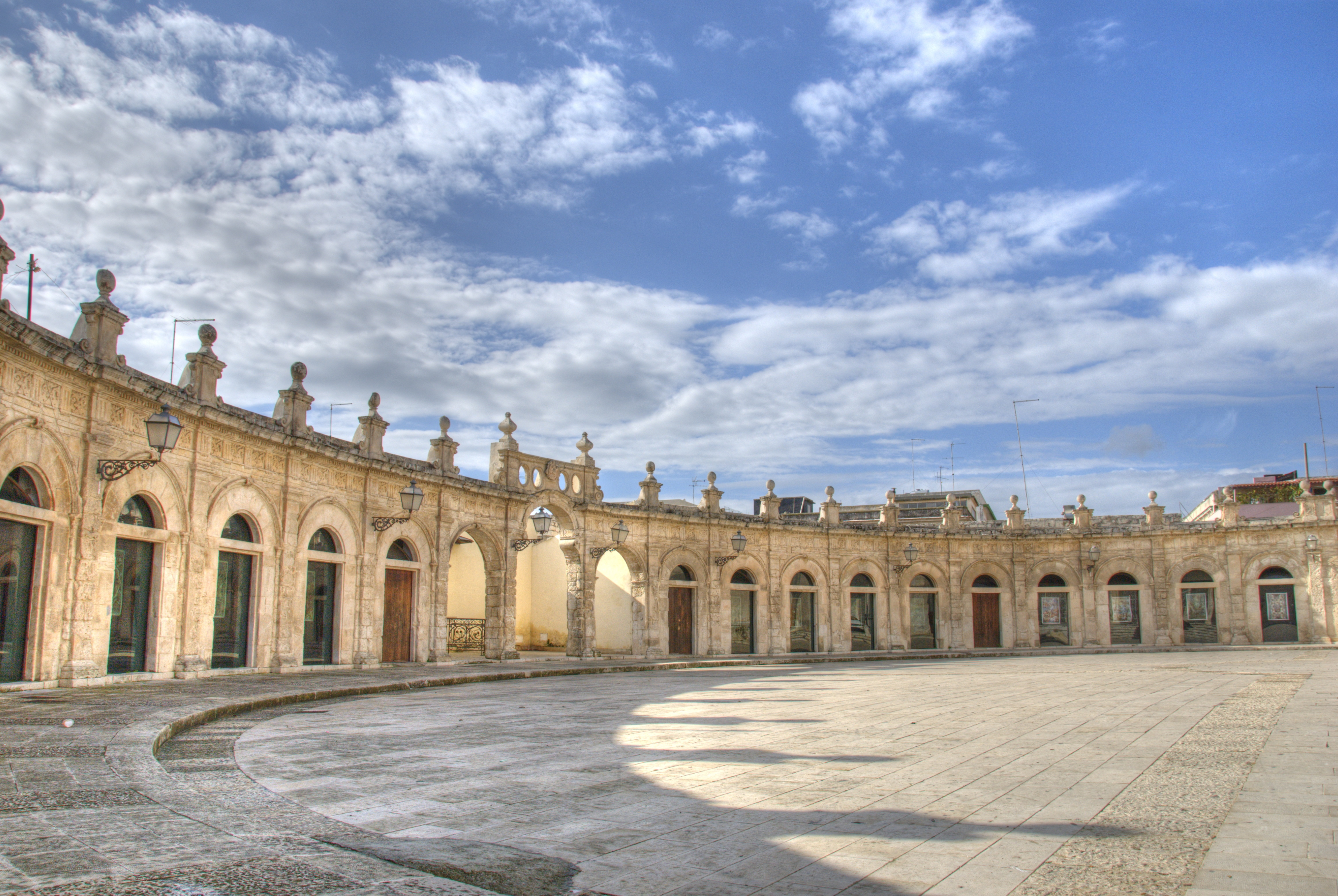
Loggiato di Vincenzo Sinatra a Santa Maria Maggiore
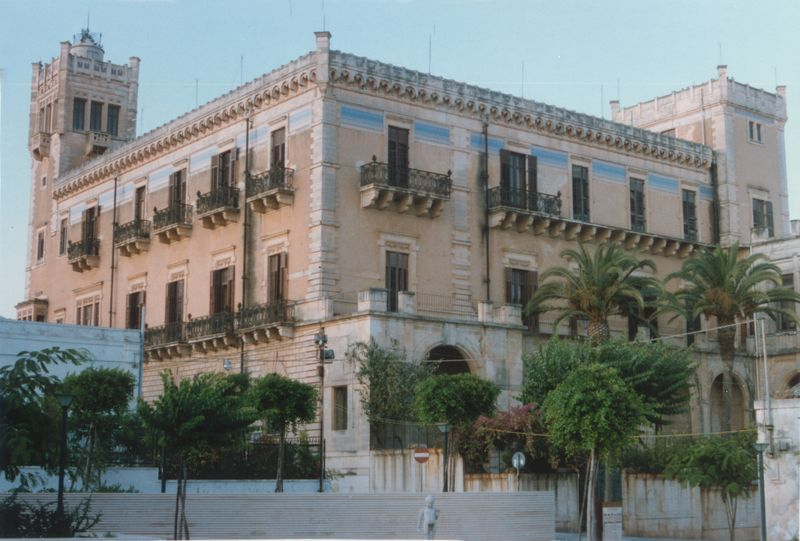
Palazzo Bruno di Belmonte in stile liberty, municipio
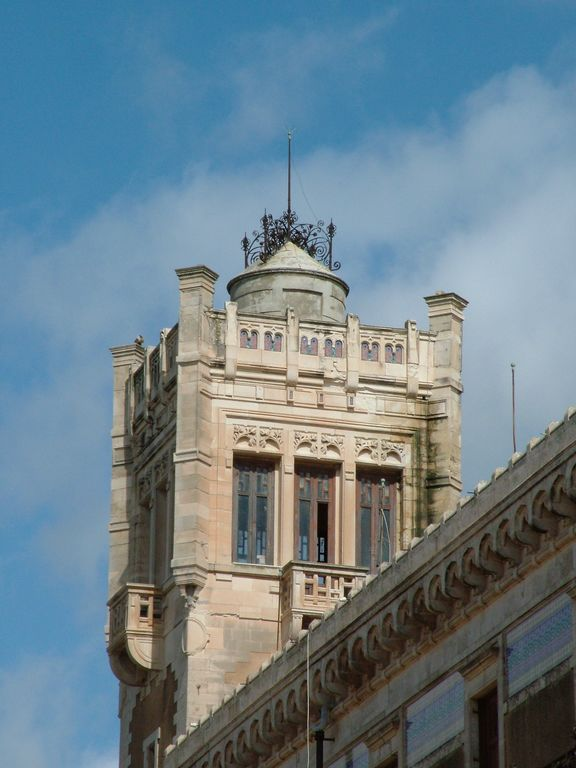
Torre del Palazzo Bruno di Belmonte
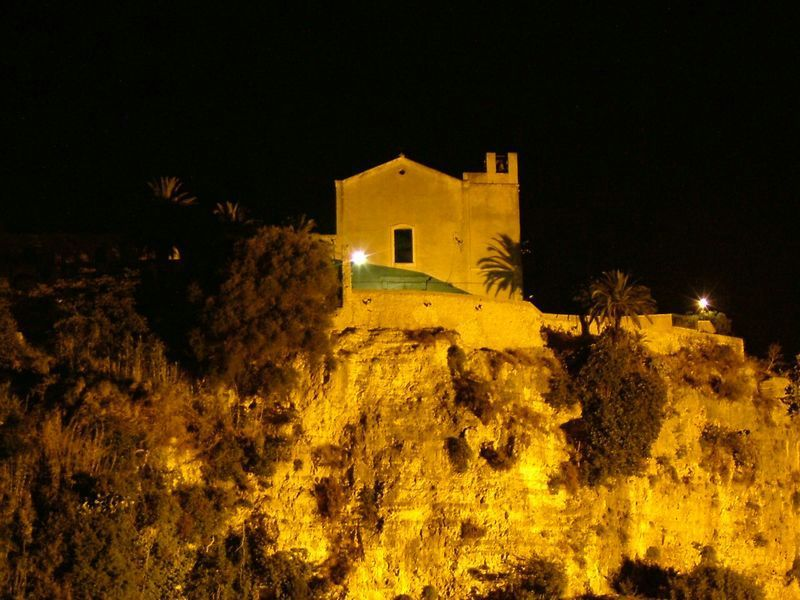
Santa Maria del Gesù
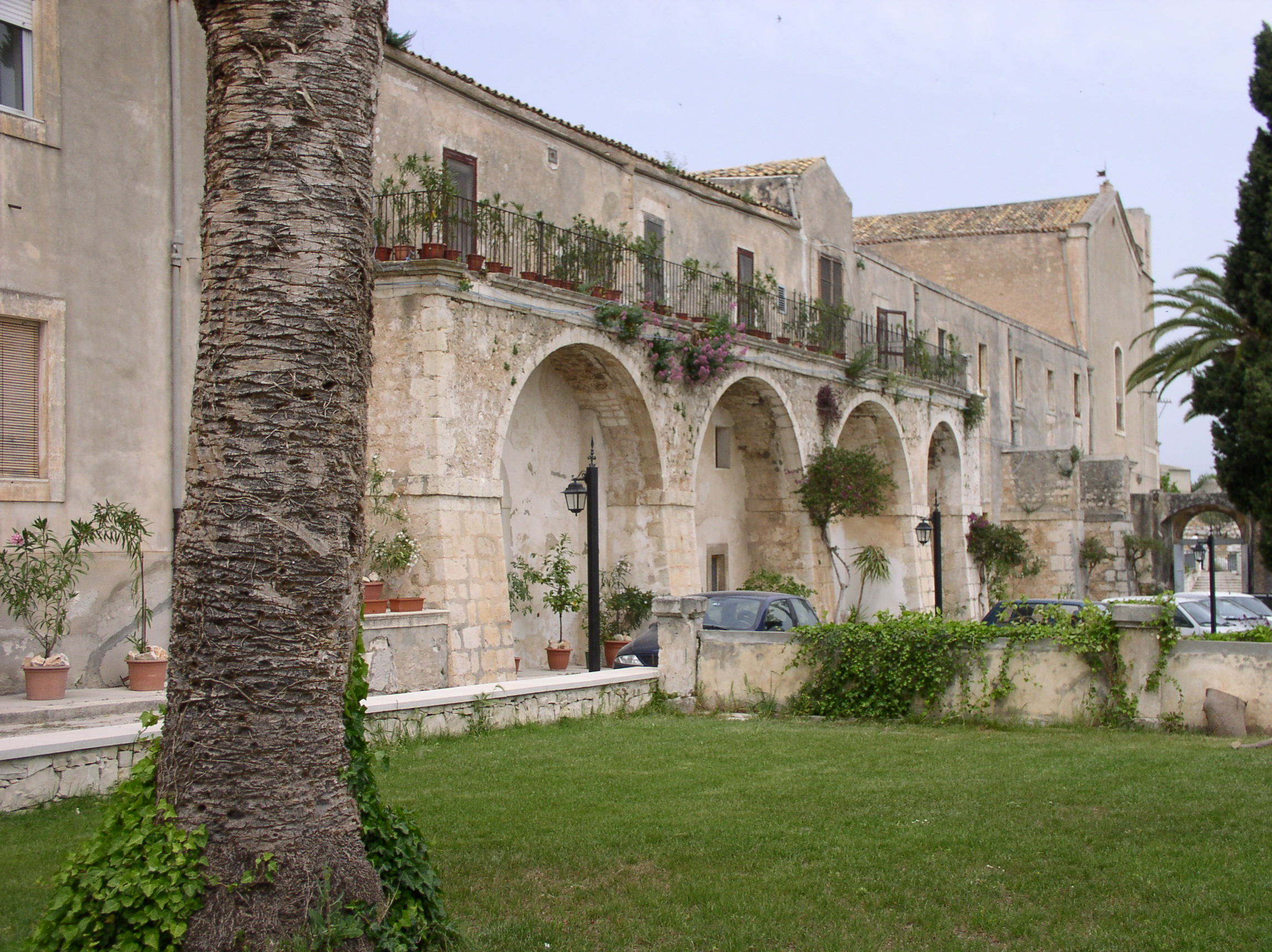
Convento dei frati minori, Santa Maria del Gesù
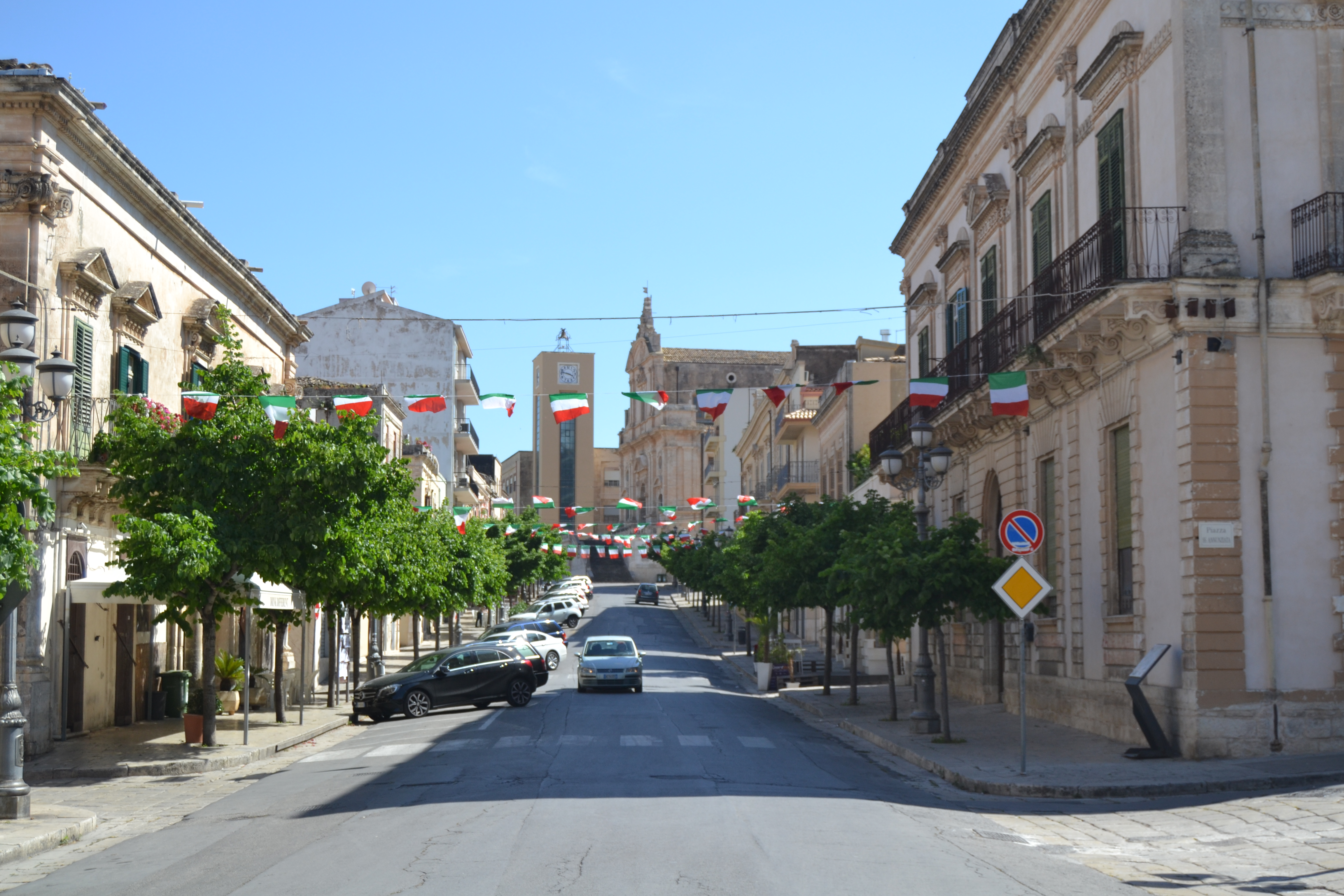
Corso Garibaldi di giorno
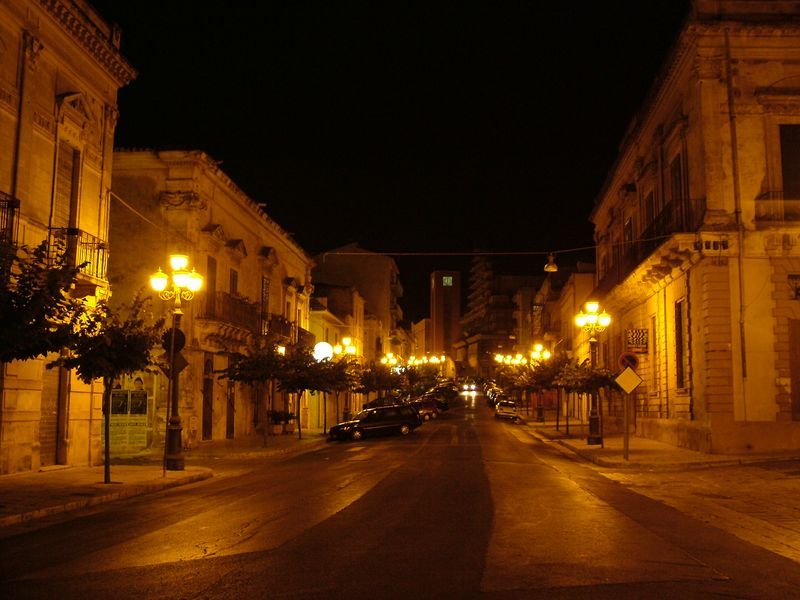
Corso Garibaldi di notte
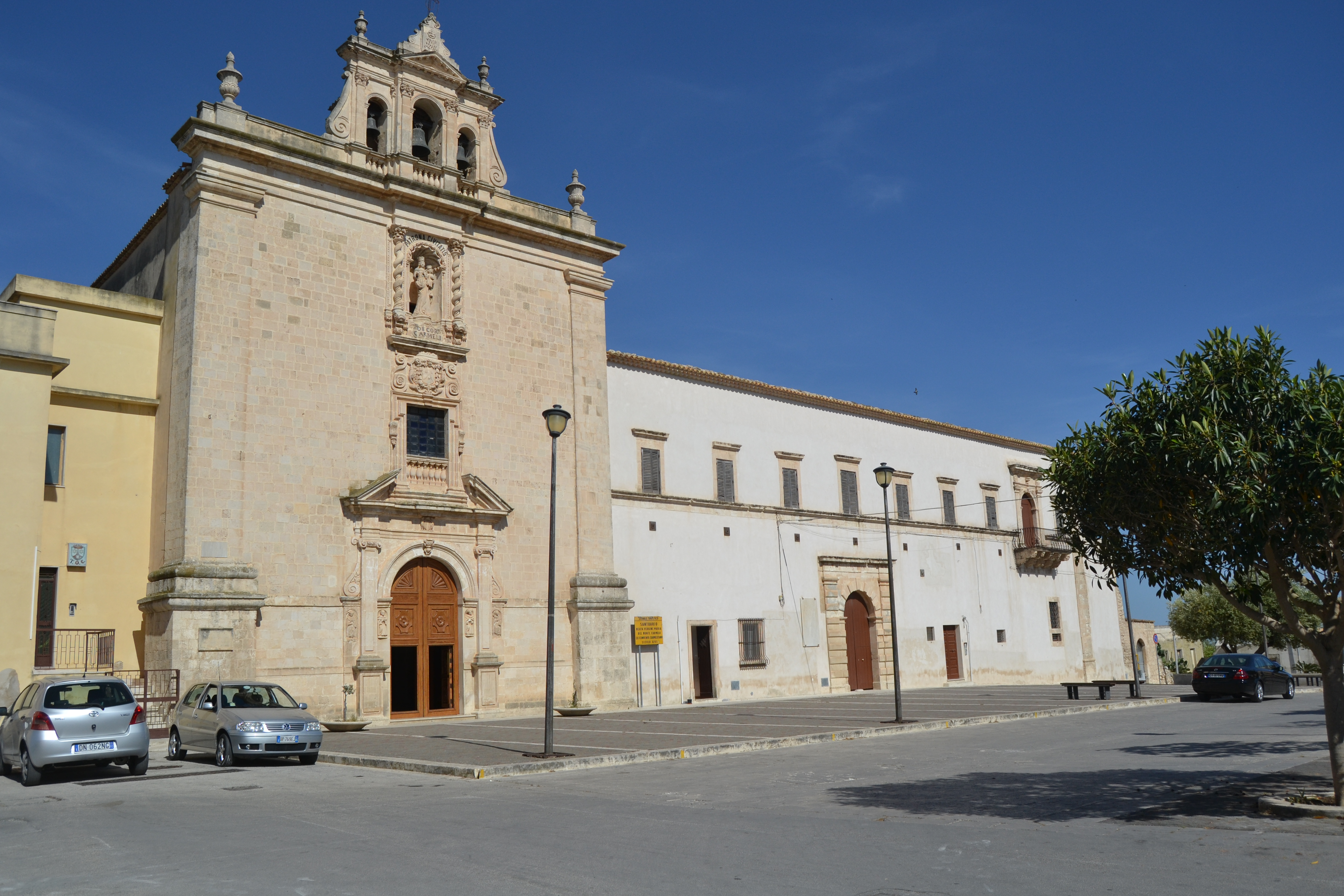
Chiesa della Madonna del Carmelo
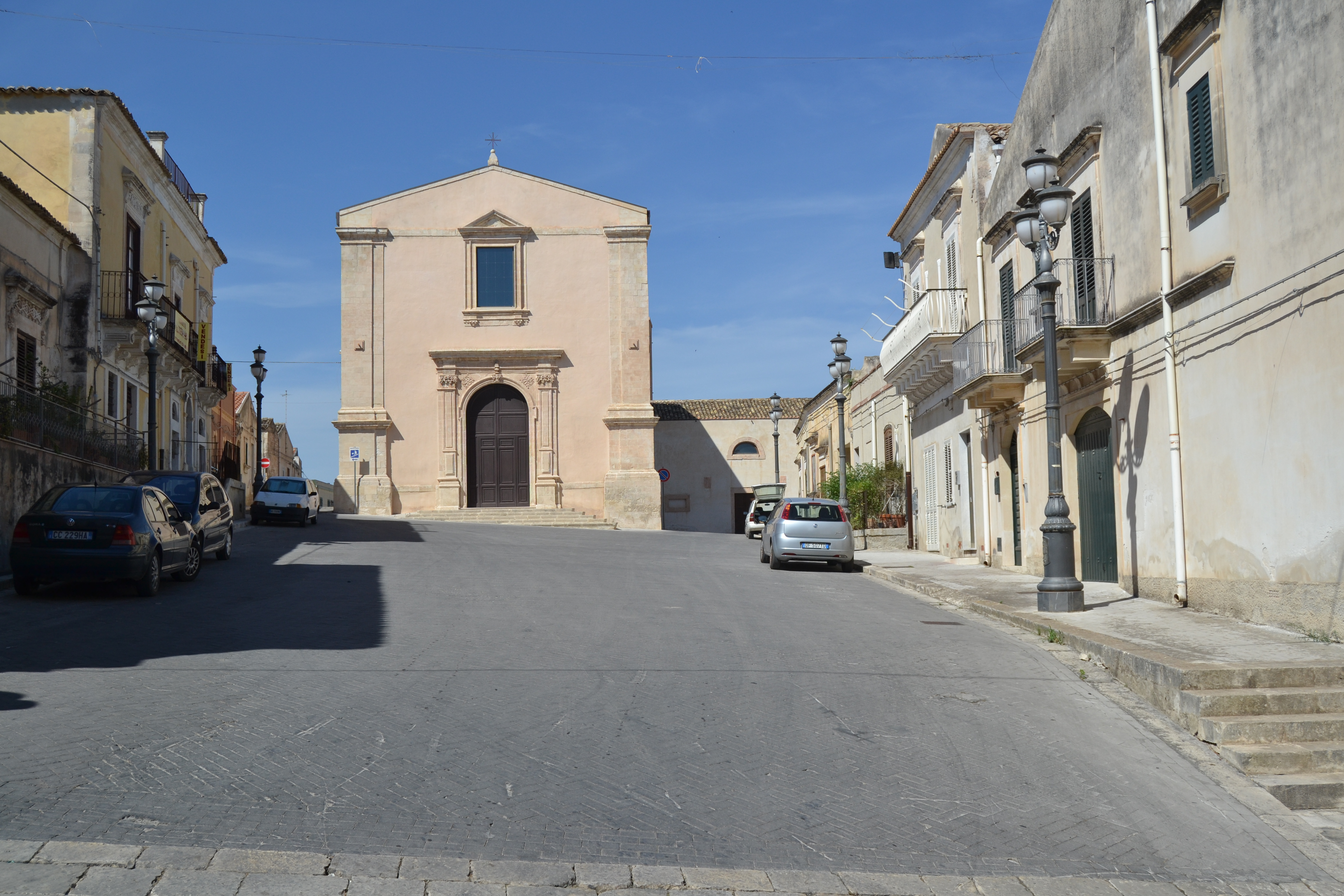
Chiesa di S. Antonio Abate
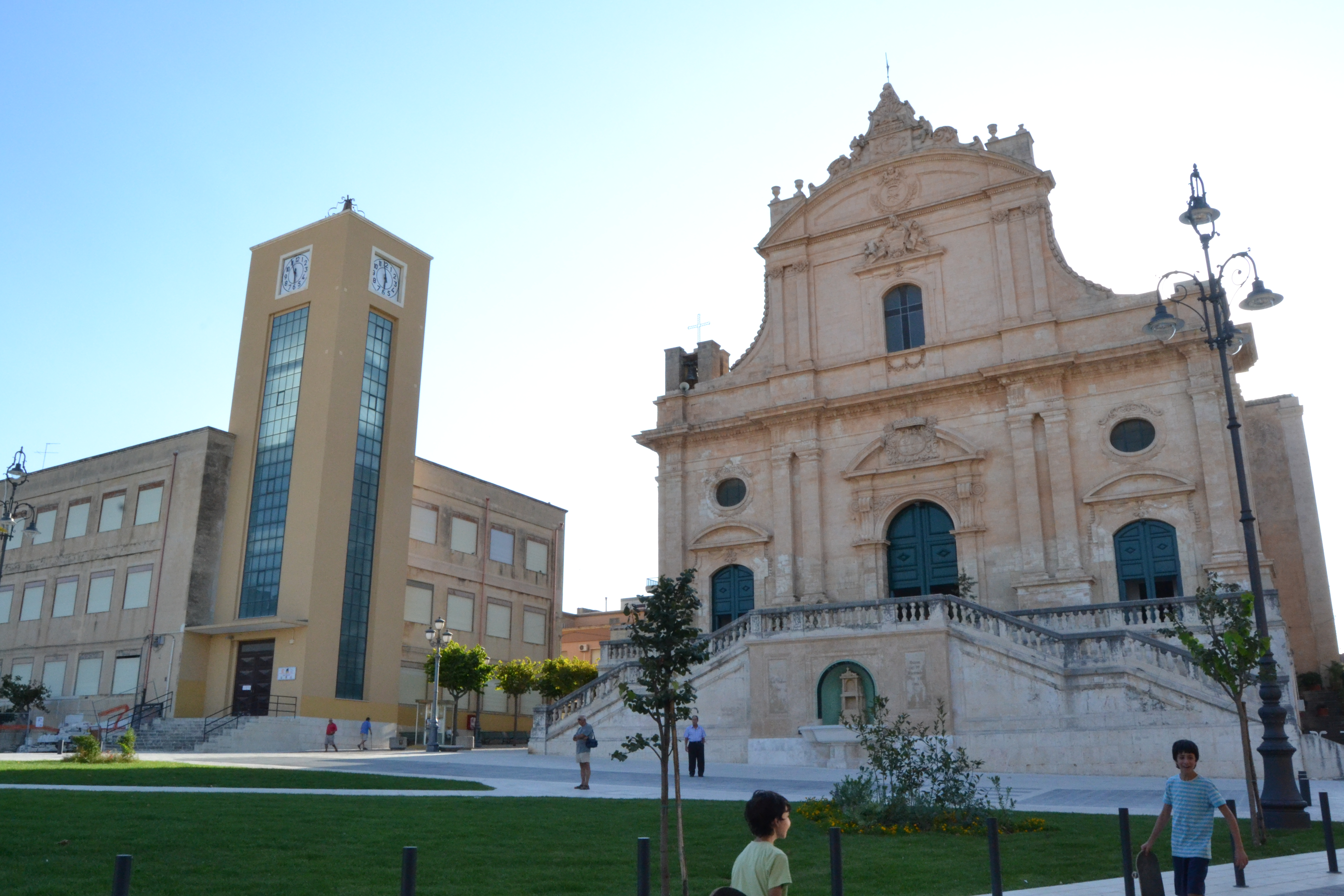
Chiesa Madre e Plesso scolastico "L.Einaudi", Piazza Unità d'Italia
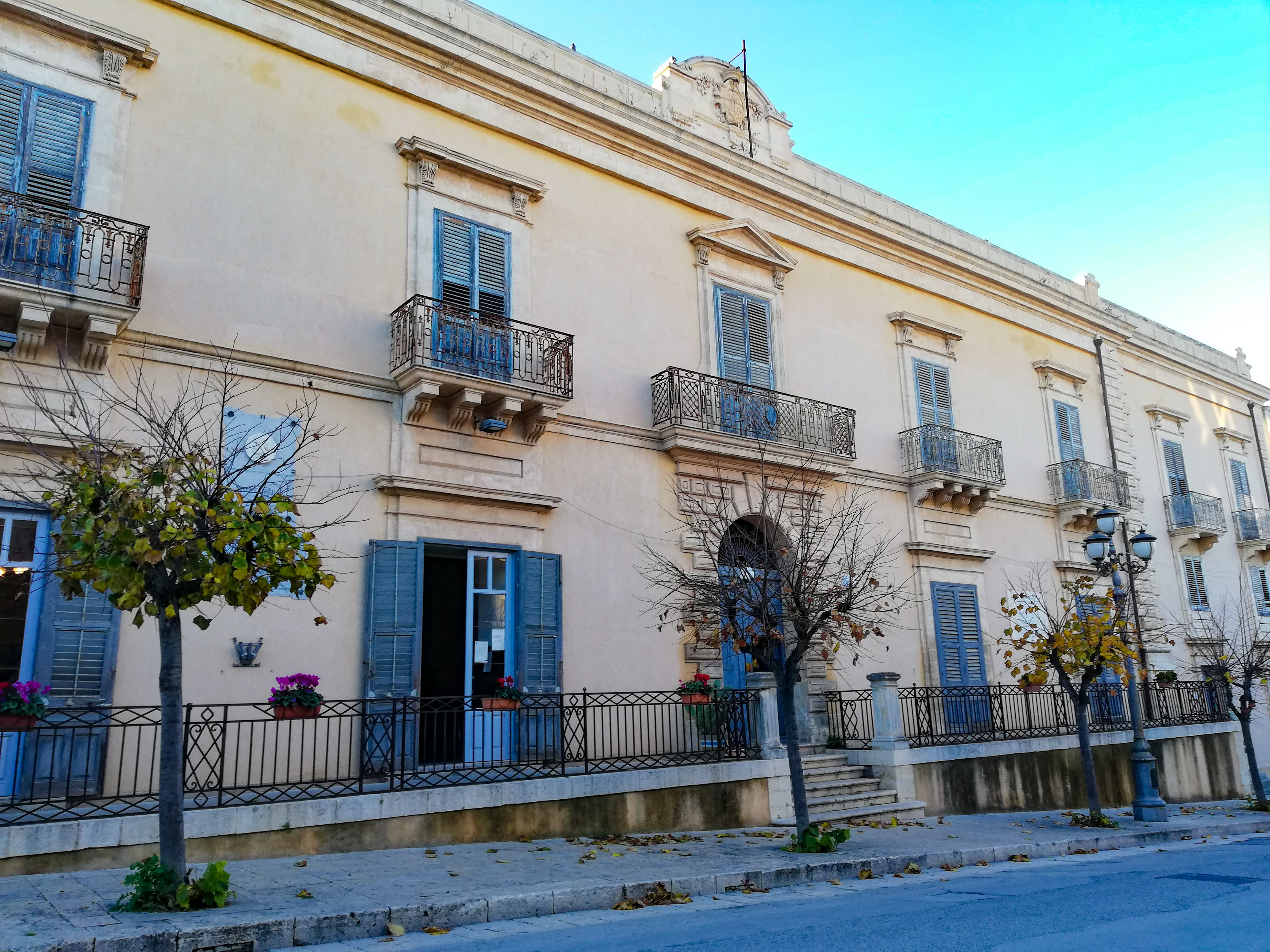
Sede della biblioteca comunale "Luigi Capuana"
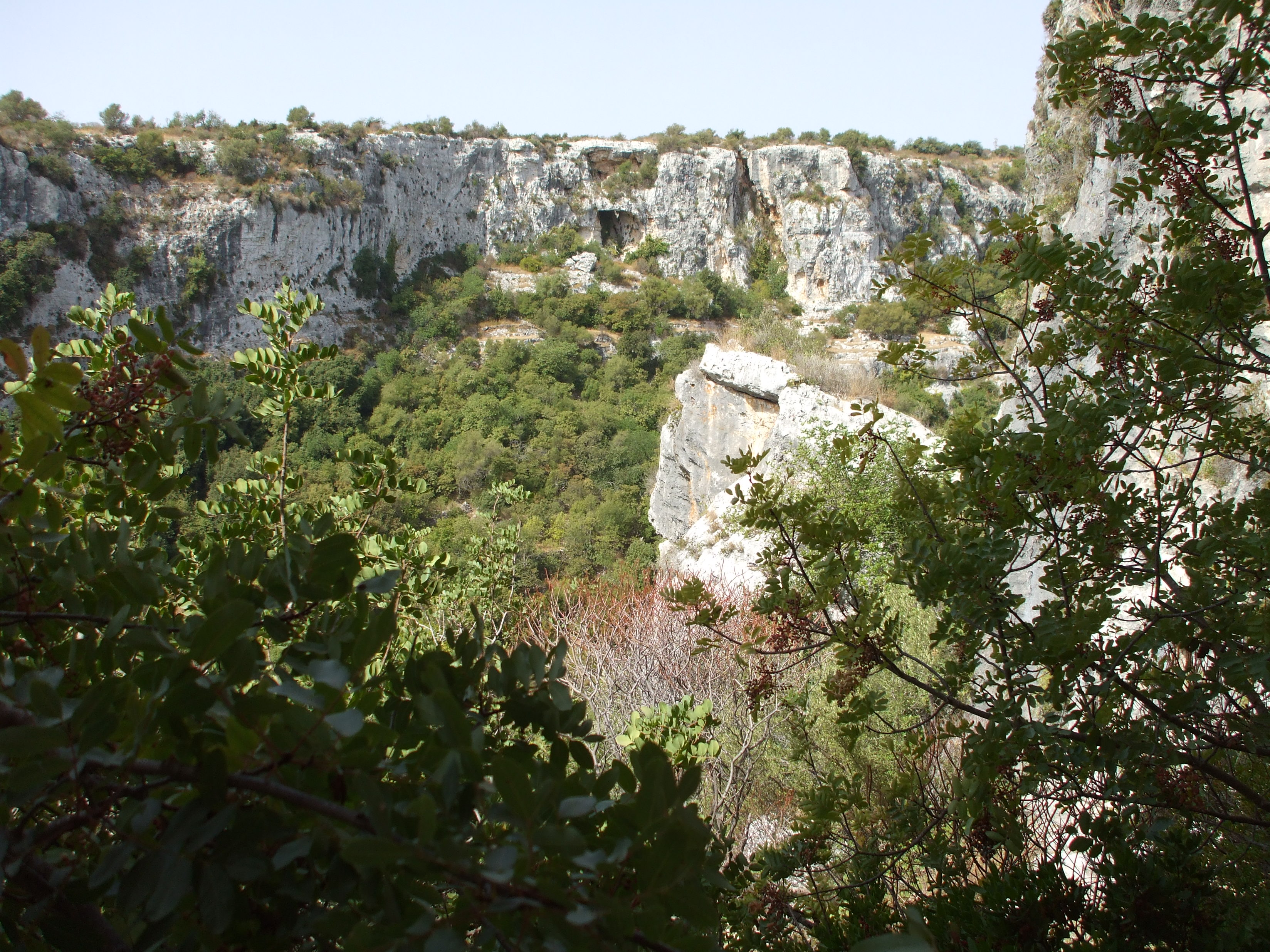
La cava vista da grotta S.Ilarione
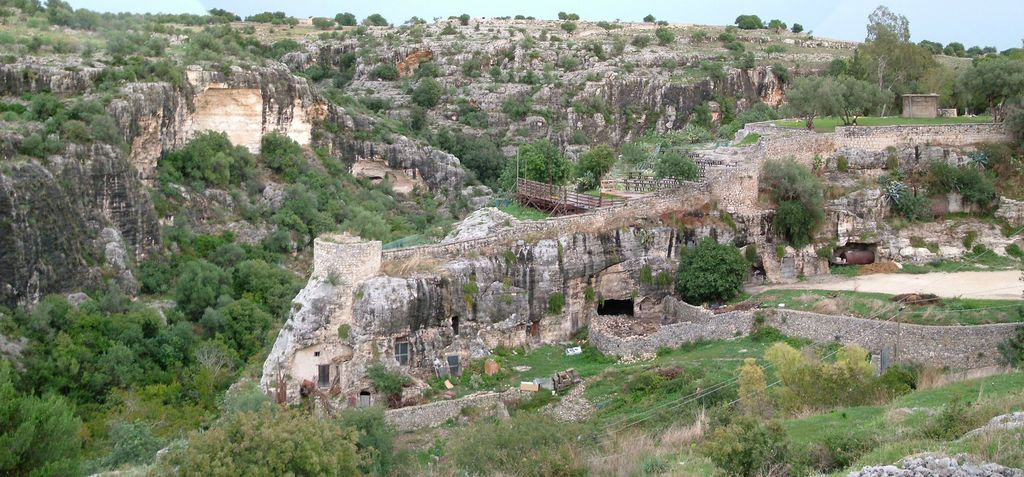
Cava Ispica e Fortilitium (Parco Forza)
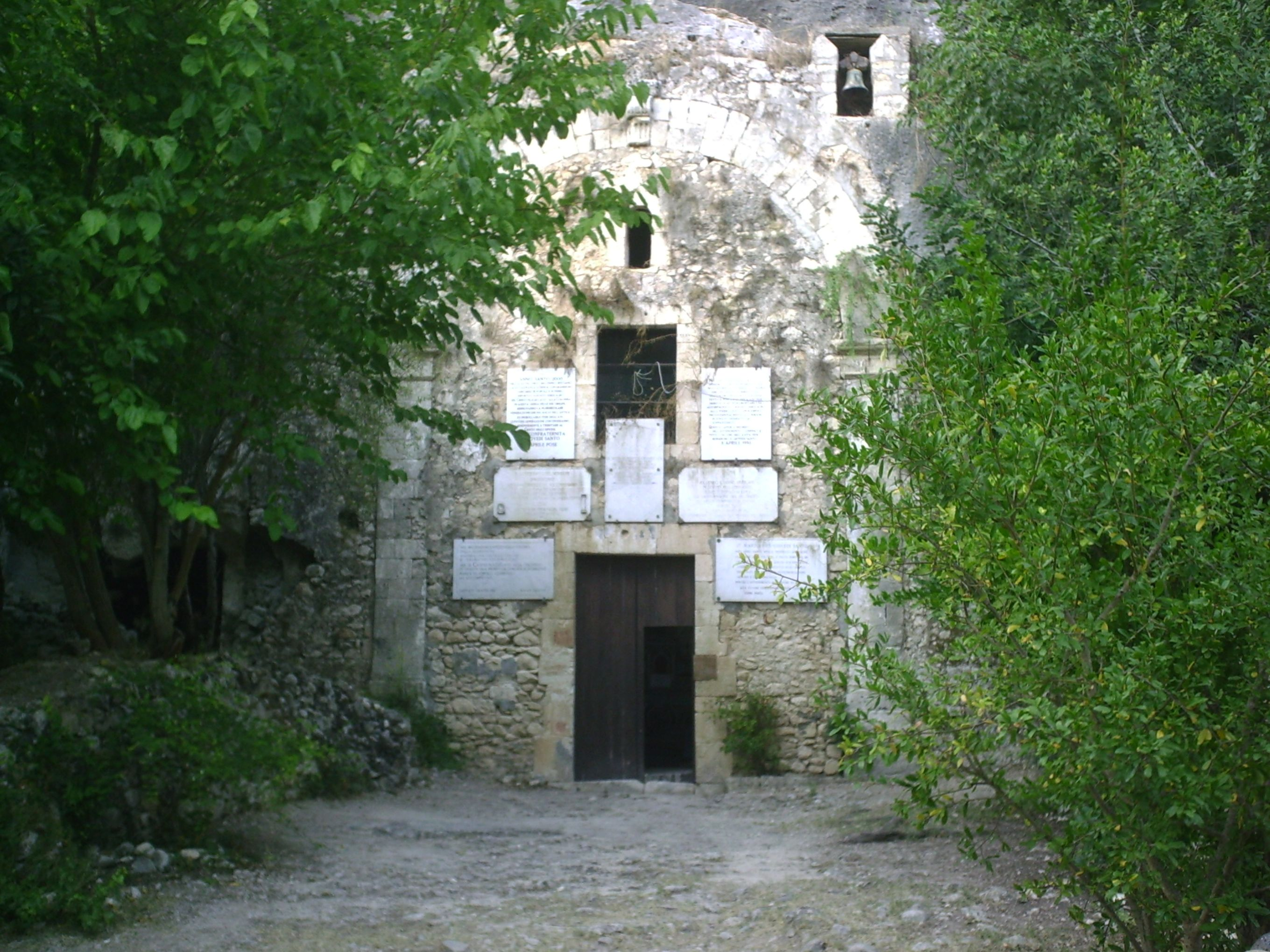
Chiesetta rupestre di Santa Maria della Cava
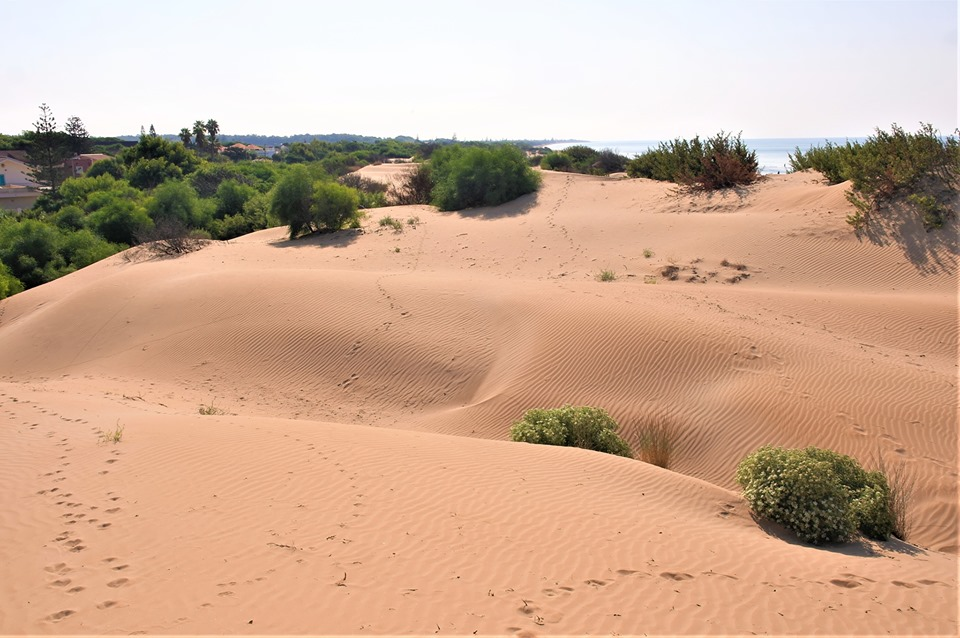
Sistema dunale presso Santa Maria del Focallo
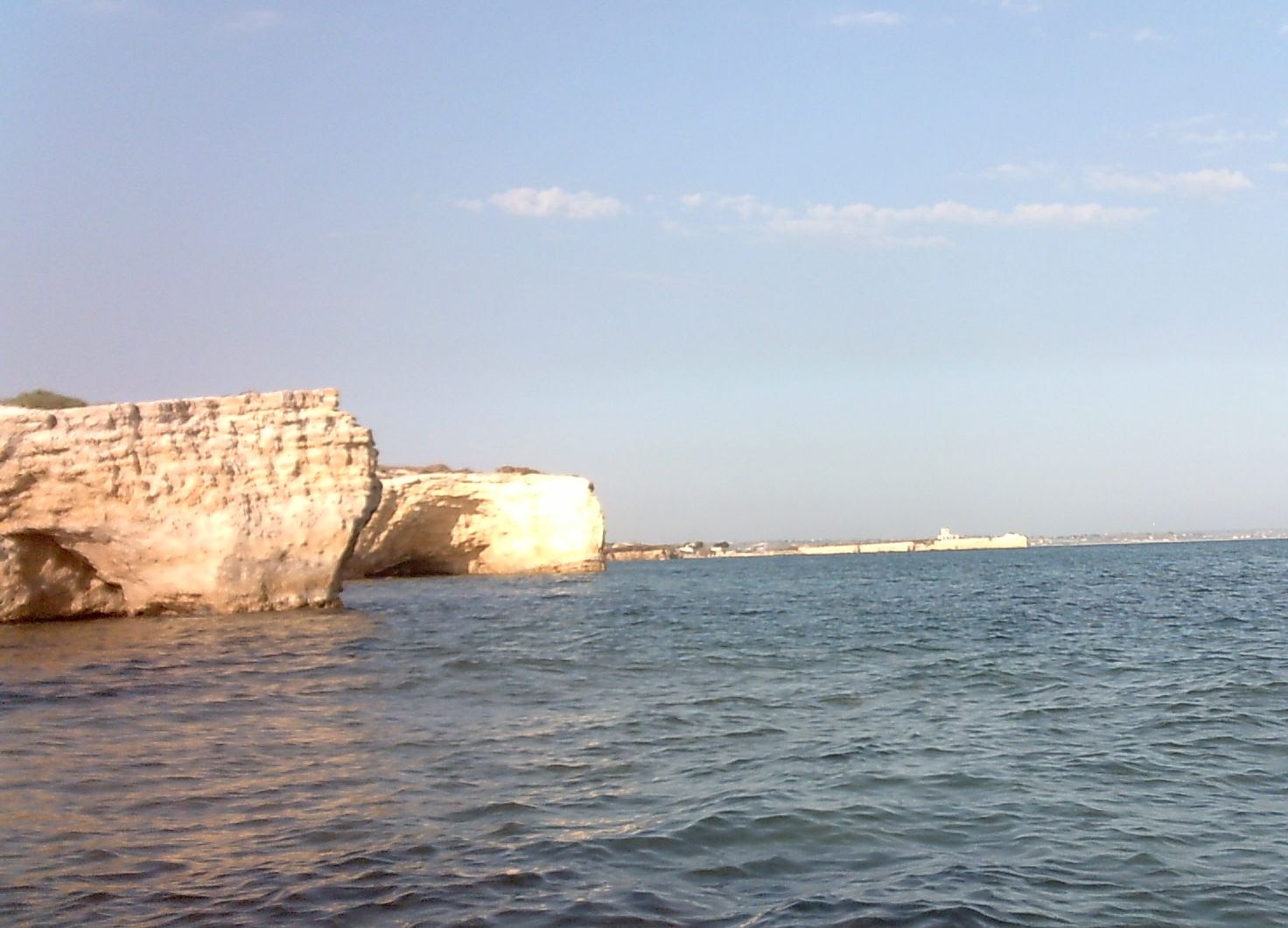
Località Ciriga